# Étang et prairies humides de Tiolet
Le site « Étang et prairies humides de Tiolet » est une zone naturelle d'intérêt écologique, faunistique et floristique (ZNIEFF) française du département de la Creuse, en région Nouvelle-Aquitaine.

## Situation
Dans le quart nord-est du département de la Creuse, le site « Étang et prairies humides de Tiolet », s'étend sur 95,57 hectares, sur le territoire des communes de La Celle-sous-Gouzon et de Gouzon. Environ 87 % de la superficie de cette zone se trouve sur le territoire de La Celle-sous-Gouzon, le reste étant sur Gouzon.
La zone est située à l'est et au sud-est du bourg de La Celle-sous-Gouzon, de 373 à 385 mètres d'altitude, sur le bassin sédimentaire de Gouzon, le long des cours du ruisseau de Tiolet et de son affluent sans nom de rive droite. Elle est composée de milieux humides et de deux étangs, de part et d'autre de la route départementale (RD) 40. Situé en amont et bordé par la RD 40, celui à l'ouest est le plus petit (environ quatre hectares) et l'autre, à l'est, en aval, distant d’environ 170 mètres à une superficie double.

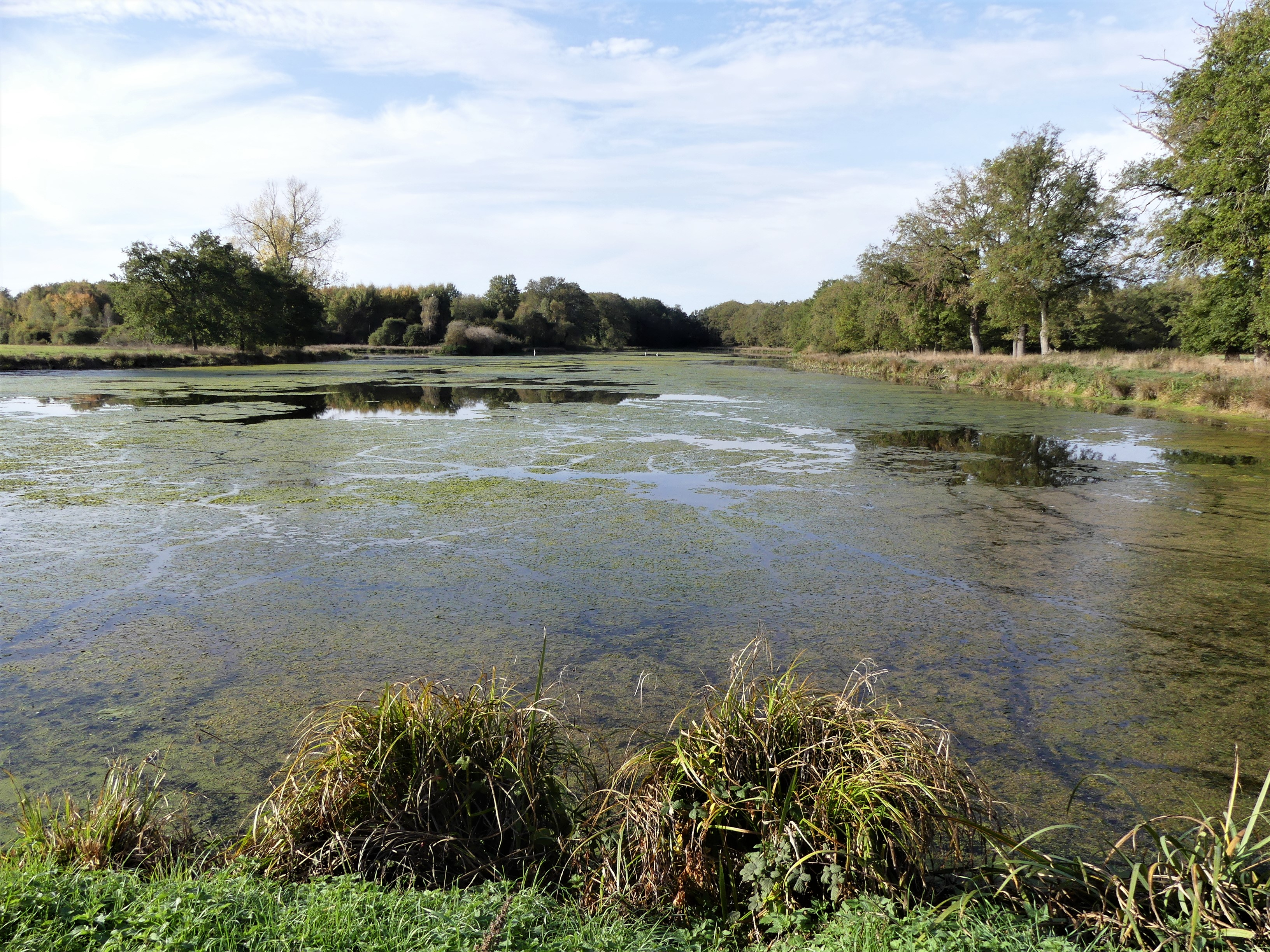
L'étang de Tiolet à l'ouest de la RD 40.
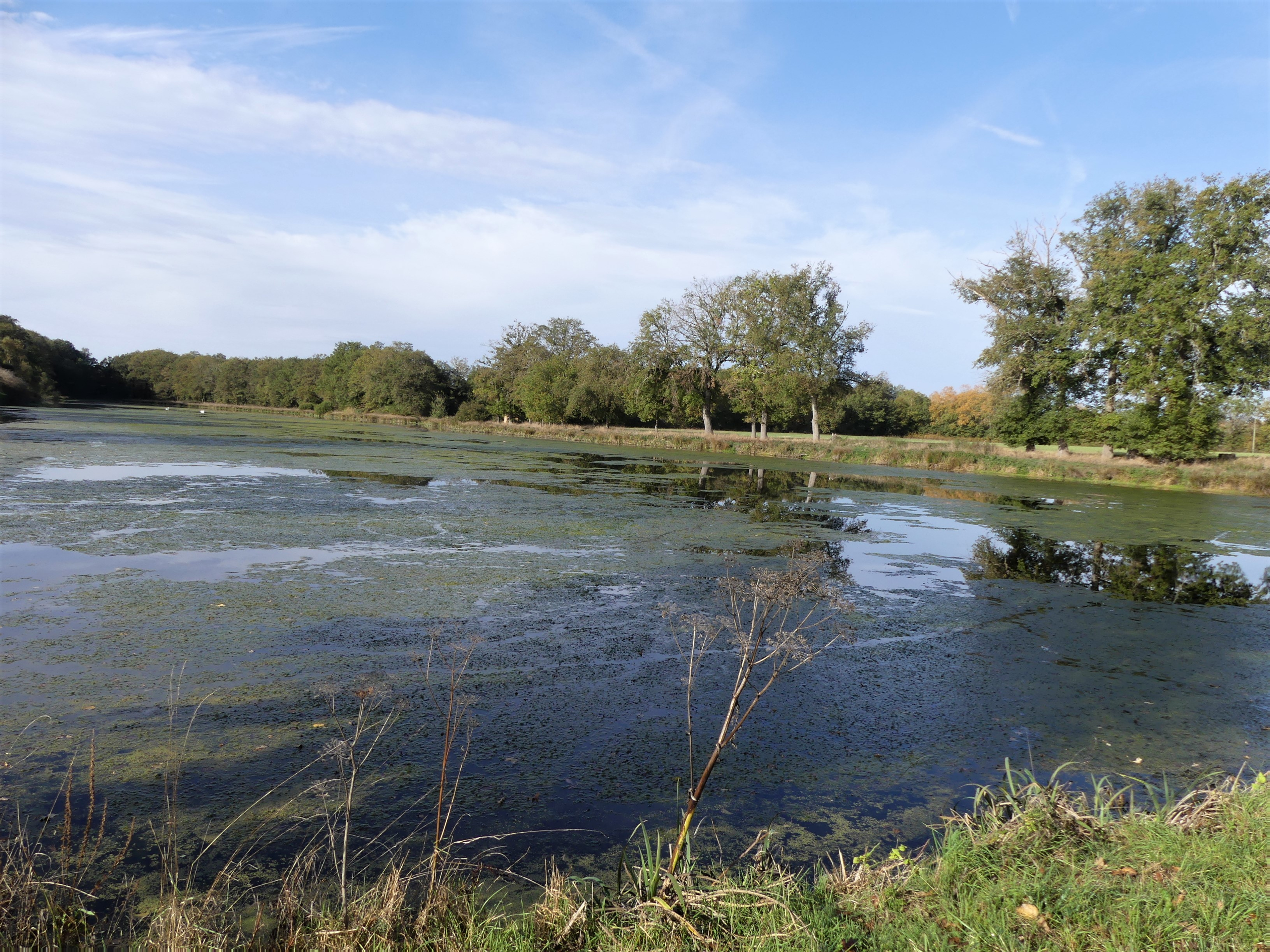
Idem.
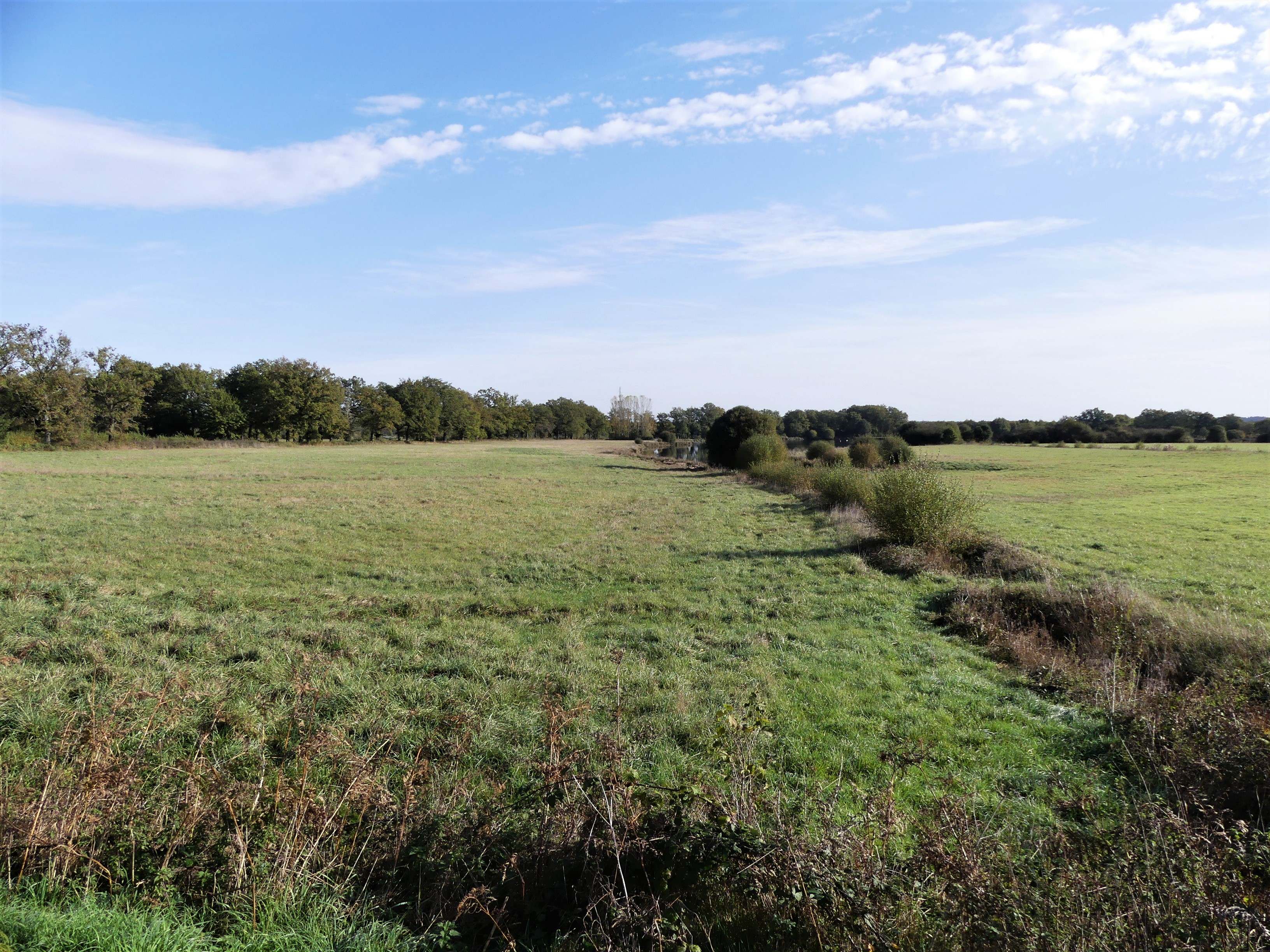
Ruisseau en aval de la RD 40.
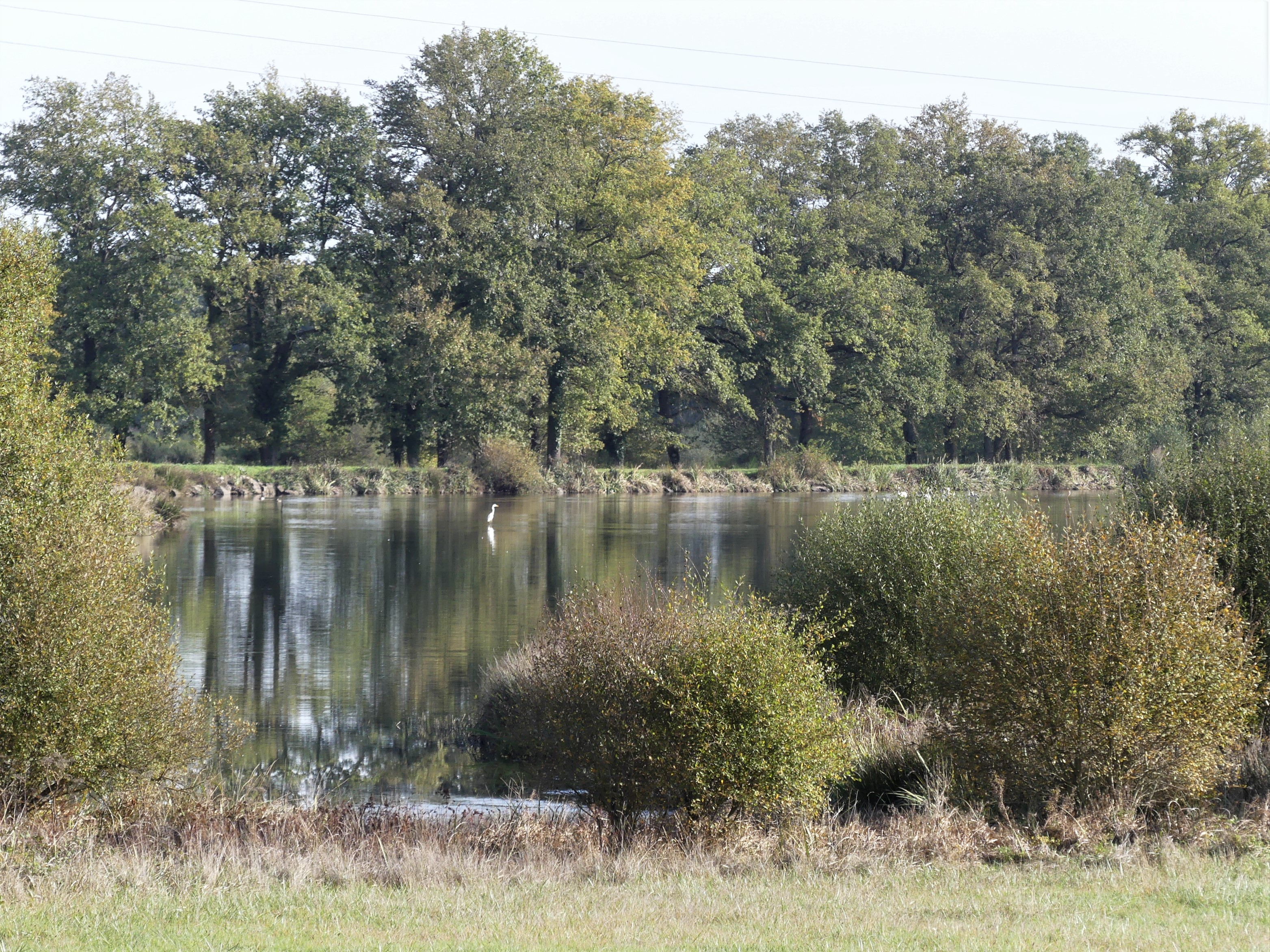
L'étang de Tiolet à l'est de la RD 40.
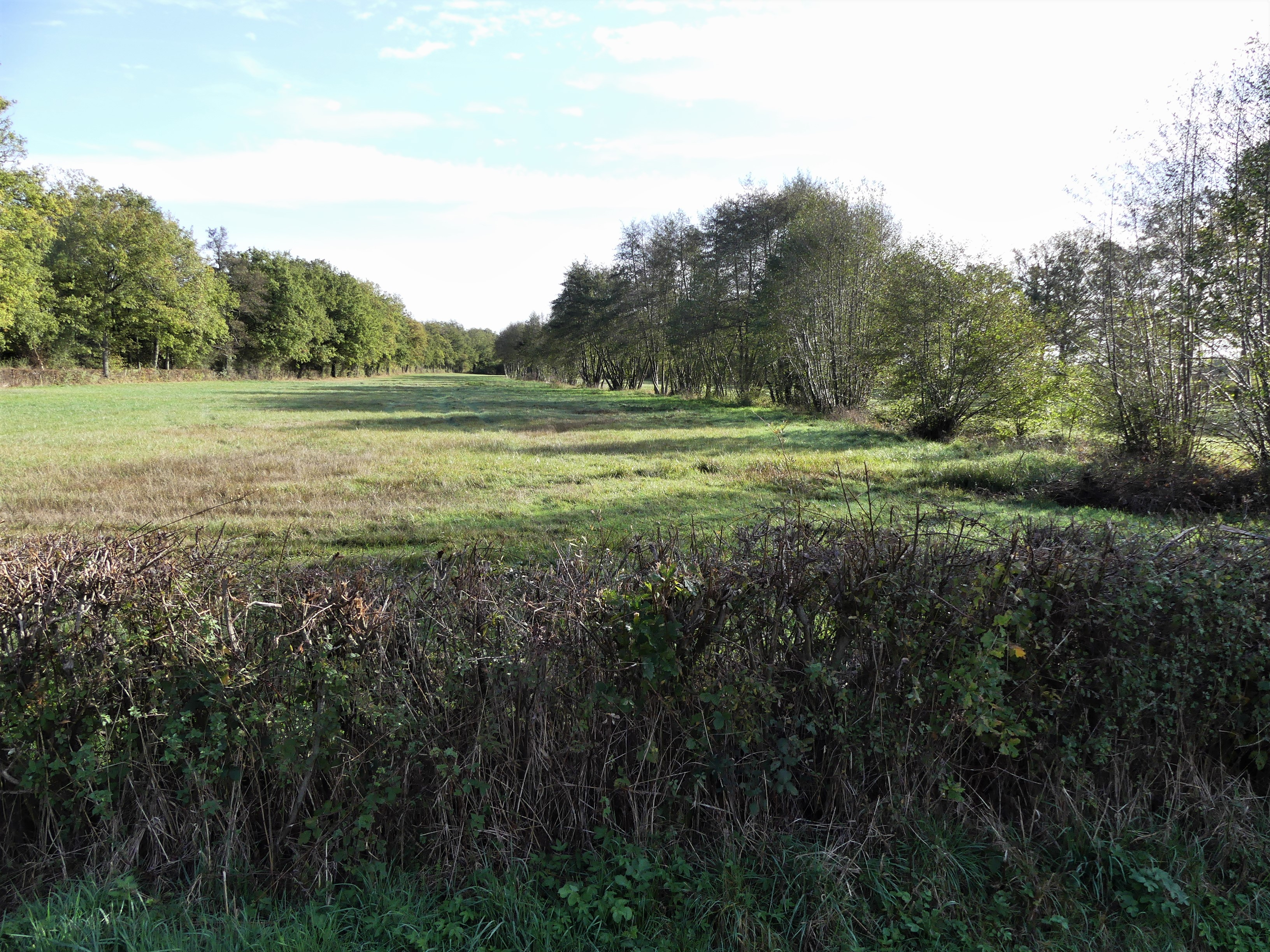
La vallée du ruisseau de Tiolet à l'est de la RD 40.

## Description
Le site « Étang et prairies humides de Tiolet » est une zone naturelle d'intérêt écologique, faunistique et floristique (ZNIEFF) — un espace naturel inventorié en raison de son caractère remarquable — de type 1, c'est-à-dire qu'elle est de superficie réduite, avec des espaces homogènes d’un point de vue écologique et qu'elle abrite au moins une espèce et/ou un habitat rares ou menacés, d'intérêt aussi bien local que régional, national ou communautaire.
Des recensements y ont été effectués aux niveaux faunistique et floristique de 1992 à 2011.

## Habitats
Cinq habitats déterminants sont présents sur le site :
- les communautés à grandes Laîches (magnocariçaies) ;
- les bois marécageux d'Aulne, de Saule et de Myrte des marais ;
- les communautés à Reine des prés et communautés associées ;
- les communautés amphibies ;
- les eaux douces ;
- les roselières.

Quatre autres — non déterminants — en font également partie  :
- les pâtures mésophiles ;
- les jonchaies hautes ;
- les prairies humides et mégaphorbiaies ;
- les bocages.

## Faune

### Espèces animales déterminantes
Quinze espèces déterminantes d'animaux ont été répertoriées sur cette ZNIEFF depuis 1992 :
- deux libellules en 1994 et 2005 : l'Æschne isocèle (Aeshna isoceles) et le Sympétrum méridional (Sympetrum meridionale) ;
- treize oiseaux entre 1992 et 2011 : la Bergeronnette printanière (Motacilla flava), le Bruant des roseaux (Emberiza schoeniclus), le Bruant proyer (Emberiza calandra), le Canard chipeau (Mareca strepera), le Canard souchet (Spatula clypeata), le Fuligule milouin (Aythya ferina), l'Hirondelle de rivage (Riparia riparia ), l'Œdicnème criard (Burhinus oedicnemus), le Petit Gravelot (Charadrius dubius), le Pipit farlouse (Anthus pratensis), le Râle d'eau (Rallus aquaticus), la Rousserolle effarvatte (Acrocephalus scirpaceus) et le Vanneau huppé (Vanellus vanellus).

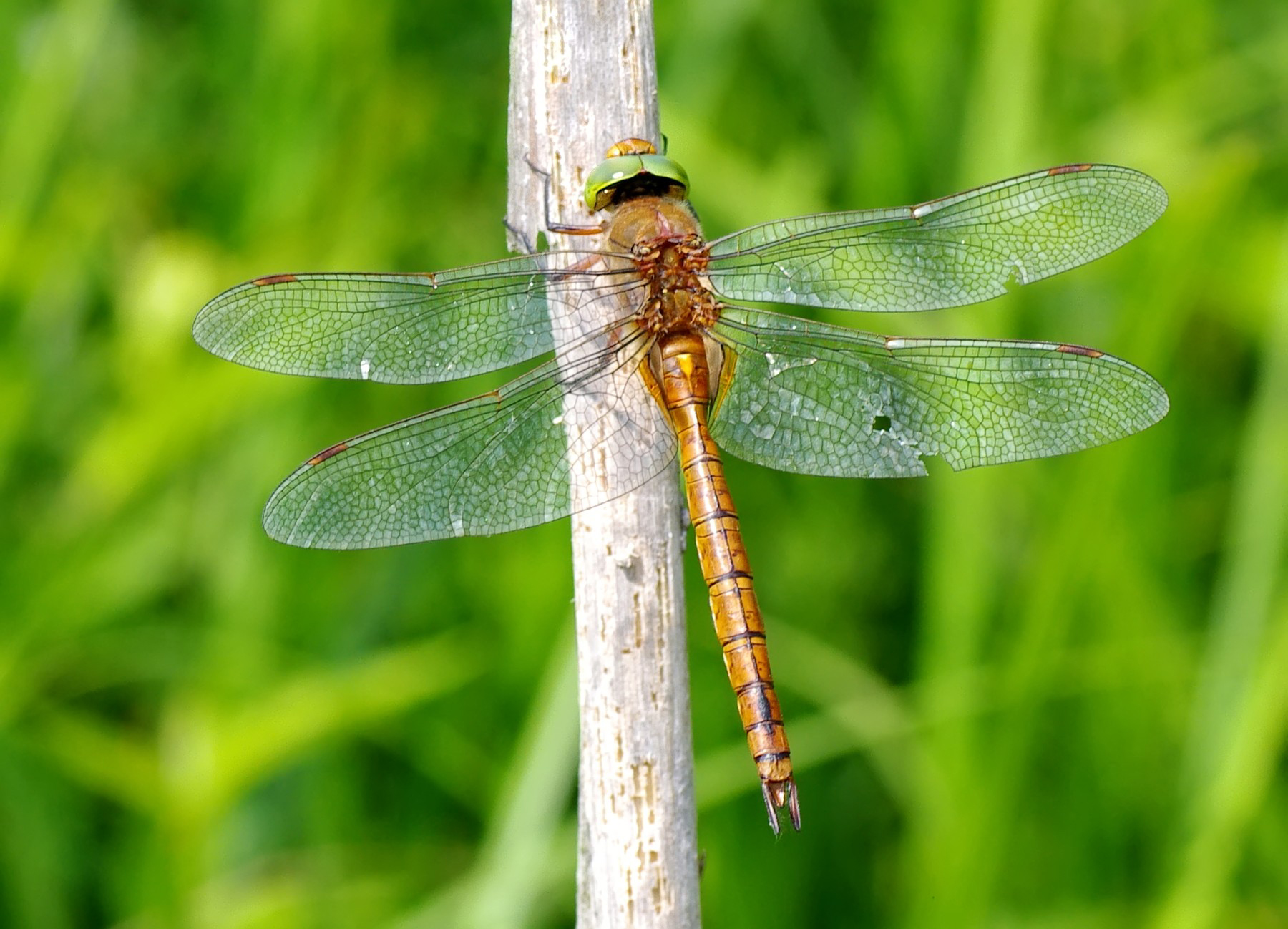
Æschne isocèle mâle.
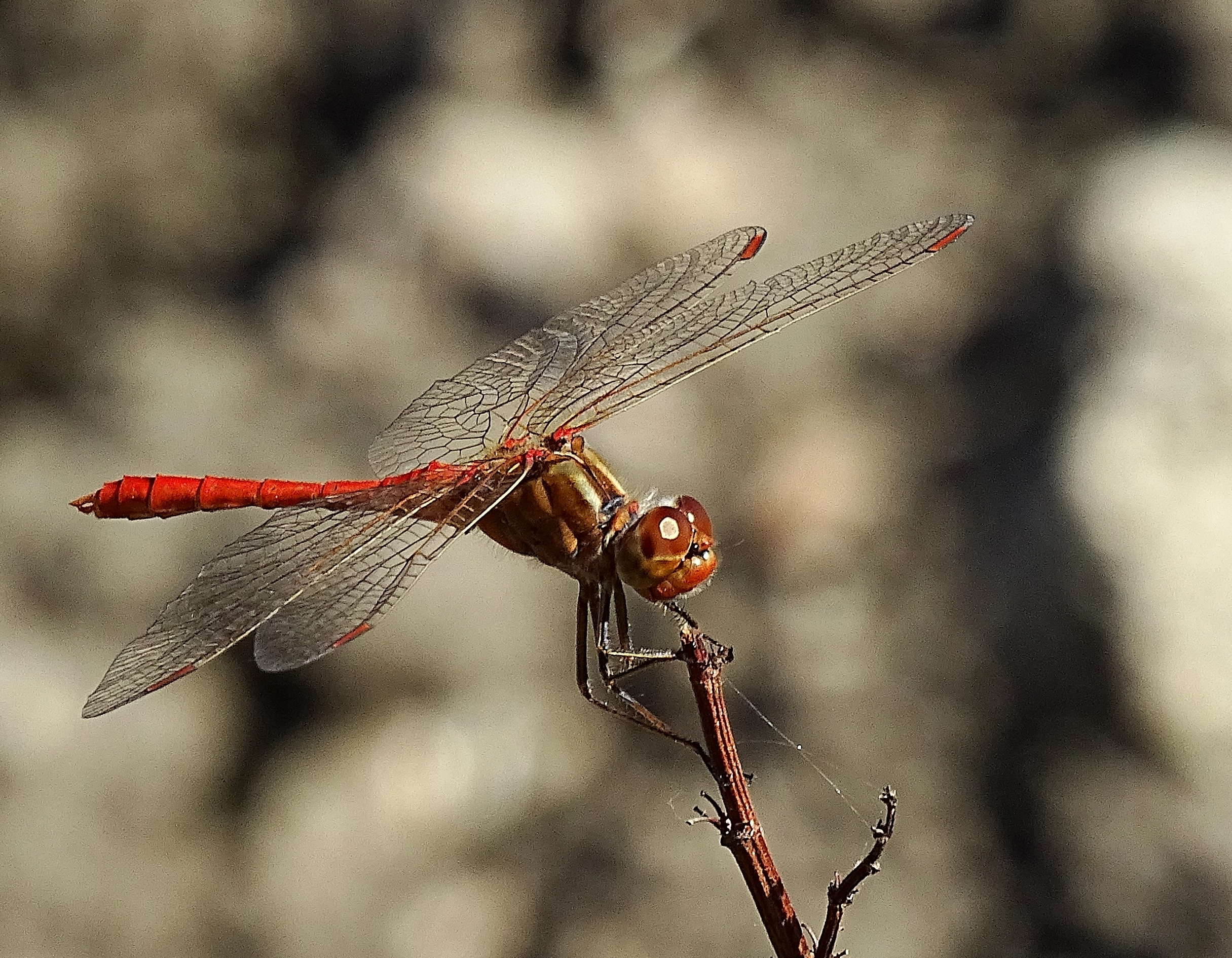
Sympétrum méridional.
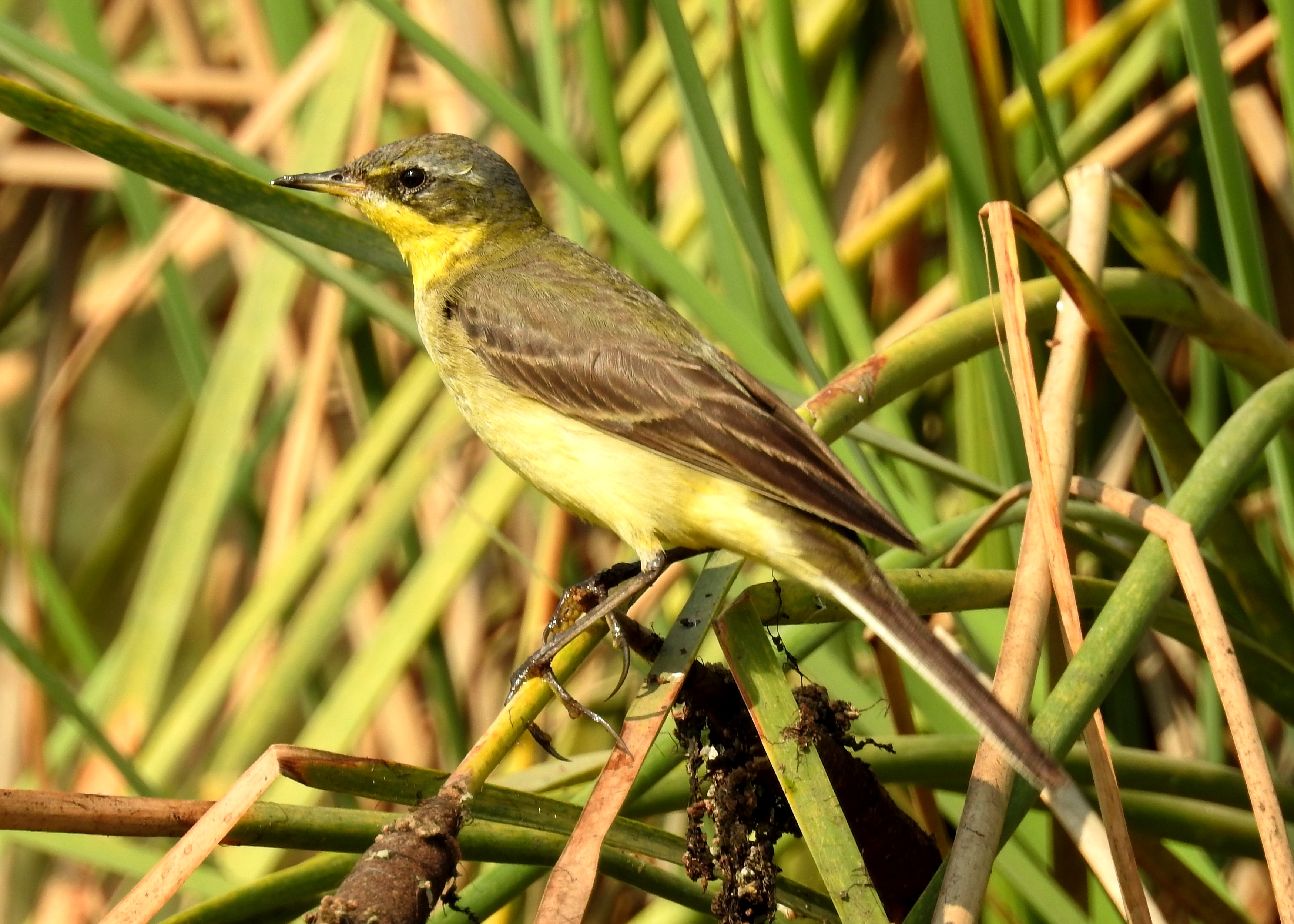
Bergeronnette printanière.
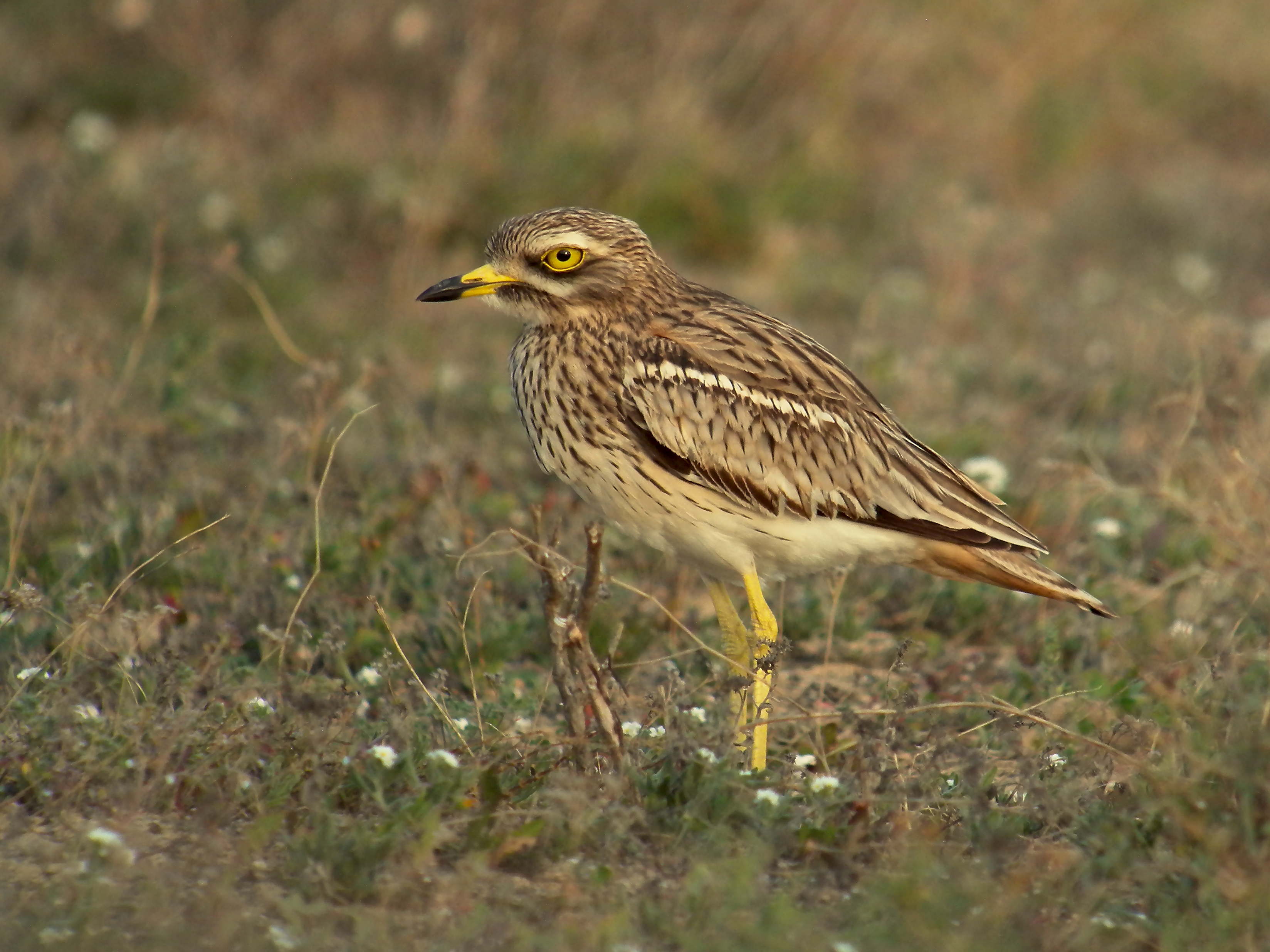
Œdicnème criard.
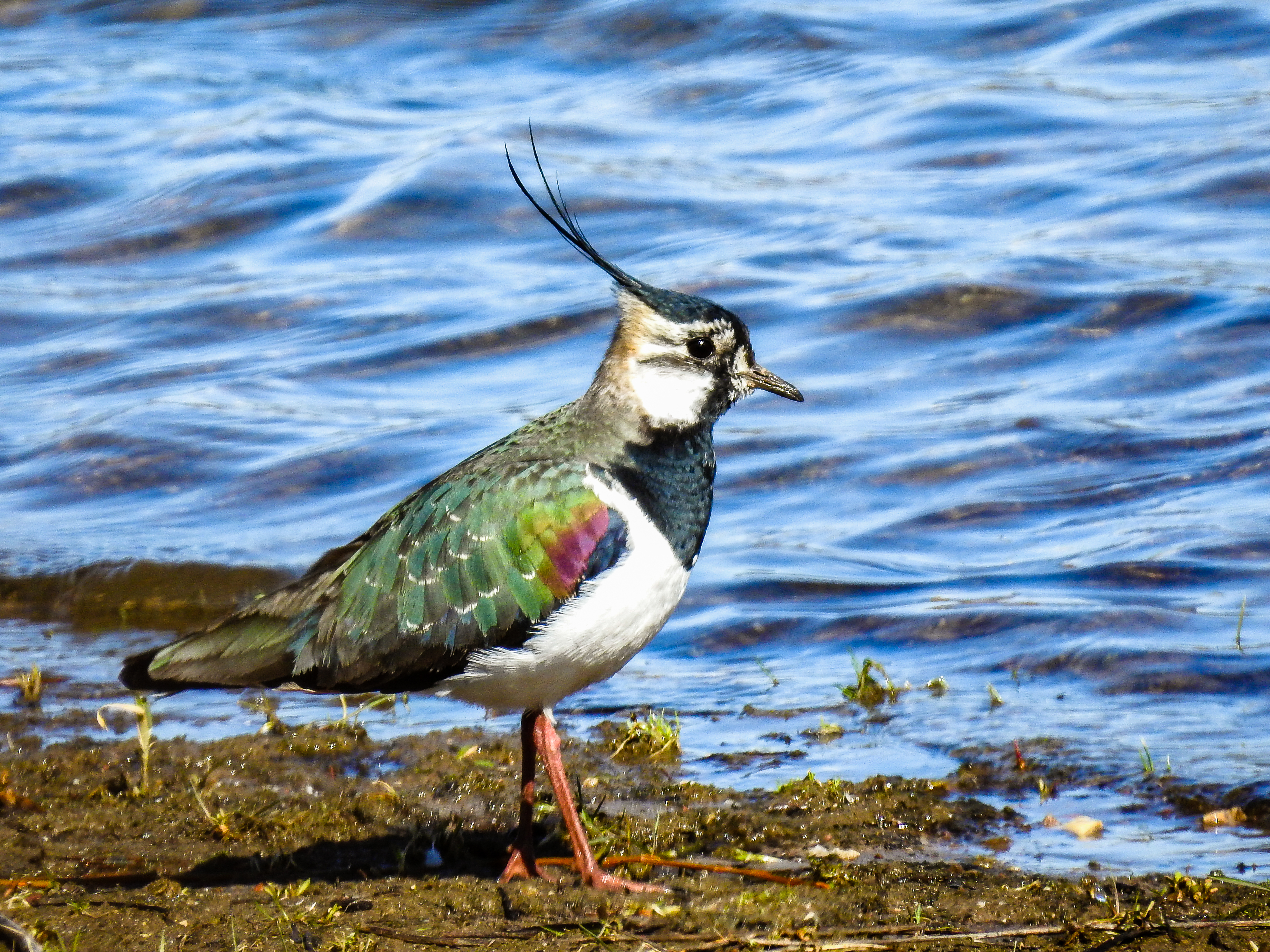
Vanneau huppé.

### Autres espèces animales
91 autres espèces animales y ont été recensées :
- 47 insectes dont :
  - 15 Coléoptères : l'Apodère du noisetier (Apoderus coryli), le Bupreste noir sans stries Trachys minutus (en), la Cétoine dorée (Cetonia aurata), la Chrysomèle polie (Chrysolina polita), la Cicindèle champêtre (Cicindela campestris), le Copris lunaire (Copris lunaris), la Donacie soyeuse (Plateumaris sericea), la Galéruque du nénuphar (Galerucella nymphaeae), la Galérucelle du saule marsault (Lochmaea capreae), Galerucella tenella (no), la Galéruque de l'aulne (Agelastica alni), le Hanneton des jardins (Phyllopertha horticola), la Lagrie hérissée (Lagria hirta), le Petit crache-sang Timarcha goettingensis et le Téléphore fauve (Rhagonycha fulva),
  - 9 Lépidoptères : l'Amaryllis (Pyronia tithonus), l'Aurore (Anthocharis cardamines ), la Carte géographique (Araschnia levana), le Citron (Gonepteryx rhamni), le Fadet commun (Coenonympha pamphilus), le Paon-du-jour (Aglais io), la Petite tortue (Aglais urticae), la Piéride de la rave (Pieris rapae) et le Vulcain (Vanessa atalanta),
  - 23 Odonates en 2005 et 2006 : l'Æschne mixte (Aeshna mixta), l'Agrion délicat (Ceriagrion tenellum), l'Agrion élégant (Ischnura elegans), l'Agrion de Vander Linden (Erythromma lindenii), l'Agrion à larges pattes (Platycnemis pennipes), l'Agrion jouvencelle (Coenagrion puella), l'Agrion mignon (Coenagrion scitulum), l'Agrion nain (Ischnura pumilio), l'Agrion porte-coupe (Enallagma cyathigerum), l'Anax empereur, (Anax imperator), le Caloptéryx éclatant (Calopteryx splendens), le Crocothémis écarlate (Crocothemis erythraea), le Gomphe gentil (Gomphus pulchellus), le Leste brun (Sympecma fusca), le Leste fiancé (Lestes sponsa), le Leste vert (Chalcolestes viridis), la Libellule déprimée (Libellula depressa), la Libellule à quatre taches, (Libellula quadrimaculata), la Naïade au corps vert (Erythromma viridulum), la Naïade aux yeux rouges (Erythromma najas), l'Orthétrum réticulé (Orthetrum cancellatum), l'Orthétrum à stylets blancs (Orthetrum albistylum) et le Sympétrum rouge sang (Sympetrum sanguineum) ;
- 44 oiseaux : l'Accenteur mouchet (Prunella modularis), l'Alouette des champs (Alauda arvensis), la Bergeronnette grise (Motacilla alba), le Bouvreuil pivoine (Pyrrhula pyrrhula), le Bruant jaune (Emberiza citrinella), la Buse variable (Buteo buteo), le Canard colvert (Anas platyrhynchos), le Chardonneret élégant (Carduelis carduelis), le Chevalier guignette (Actitis hypoleucos), la Corneille noire (Corvus corone), le Coucou gris (Cuculus canorus), l'Étourneau sansonnet (Sturnus vulgaris), le Faucon crécerelle (Falco tinnunculus), la Fauvette à tête noire (Sylvia atricapilla), la Fauvette des jardins (Sylvia borin), la Fauvette grisette (Sylvia communis), la Foulque macroule (Fulica atra), le Geai des chênes (Garrulus glandarius), le Grèbe castagneux (Tachybaptus ruficollis), le Grèbe huppé (Podiceps cristatus), le Grimpereau des jardins (Certhia brachydactyla), la Grive draine (Turdus viscivorus), la Grive musicienne (Turdus philomelos), le Héron cendré (Ardea cinerea), l'Hirondelle rustique (Hirundo rustica), la Linotte mélodieuse (Linaria cannabina), le Merle noir (Turdus merula), la Mésange bleue (Cyanistes caeruleus), la Mésange charbonnière (Parus major), le Milan noir (Milvus migrans), le Milan royal (Milvus milvus), le Moineau domestique (Passer domesticus), le Pic vert (Picus viridis), la Pie bavarde (Pica pica), le Pigeon ramier (Columba palumbus), le Pinson des arbres (Fringilla coelebs), le Pipit des arbres (Anthus trivialis), le Pouillot fitis (Phylloscopus trochilus), le Pouillot véloce (Phylloscopus collybita), le Rossignol philomèle (Luscinia megarhynchos), le Rouge-gorge familier (Erithacus rubecula), la Sittelle torchepot (Sitta europaea, le Troglodyte mignon (Troglodytes troglodytes) et le Verdier d'Europe (Chloris chloris).

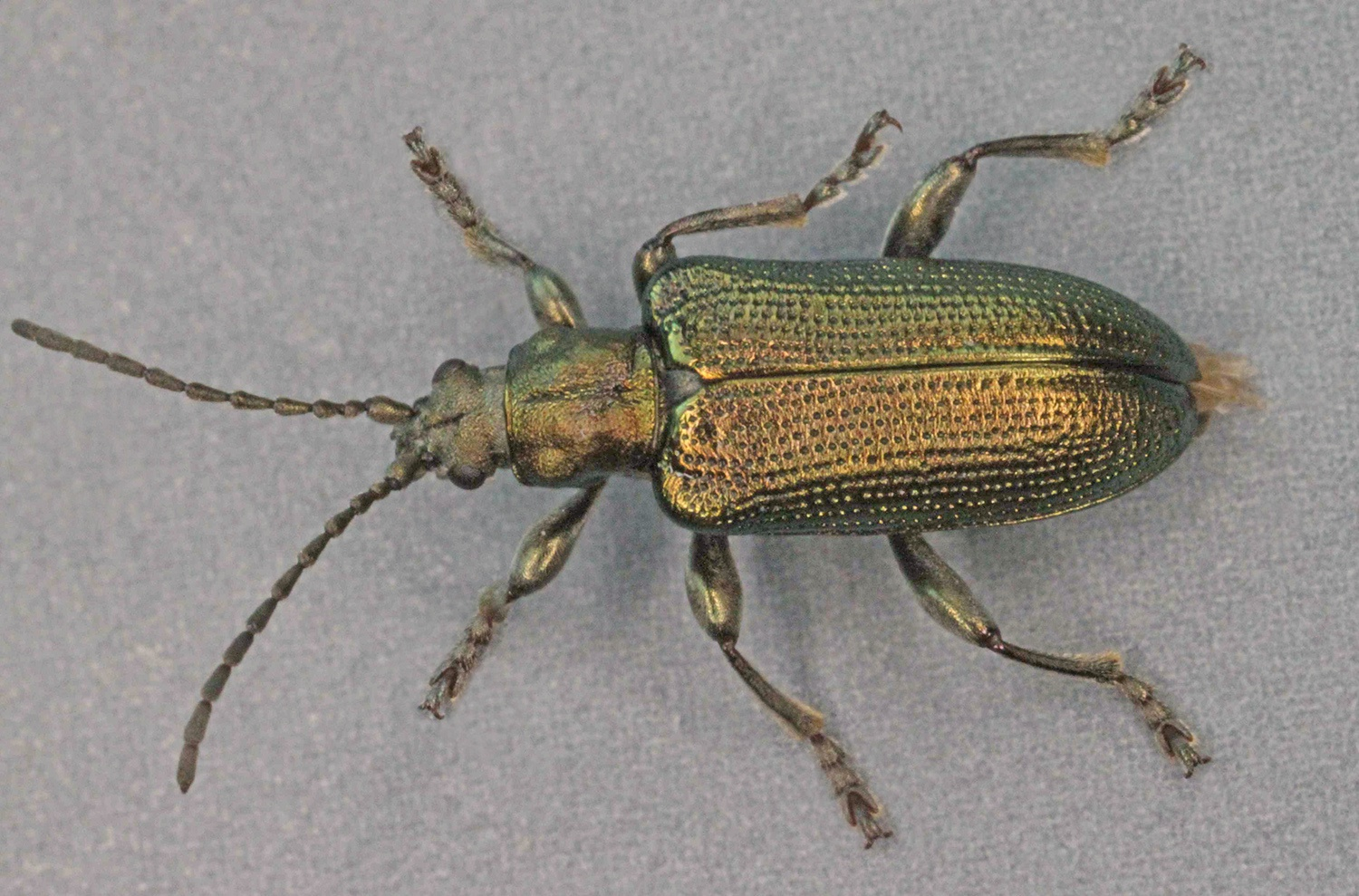
Donacie soyeuse.
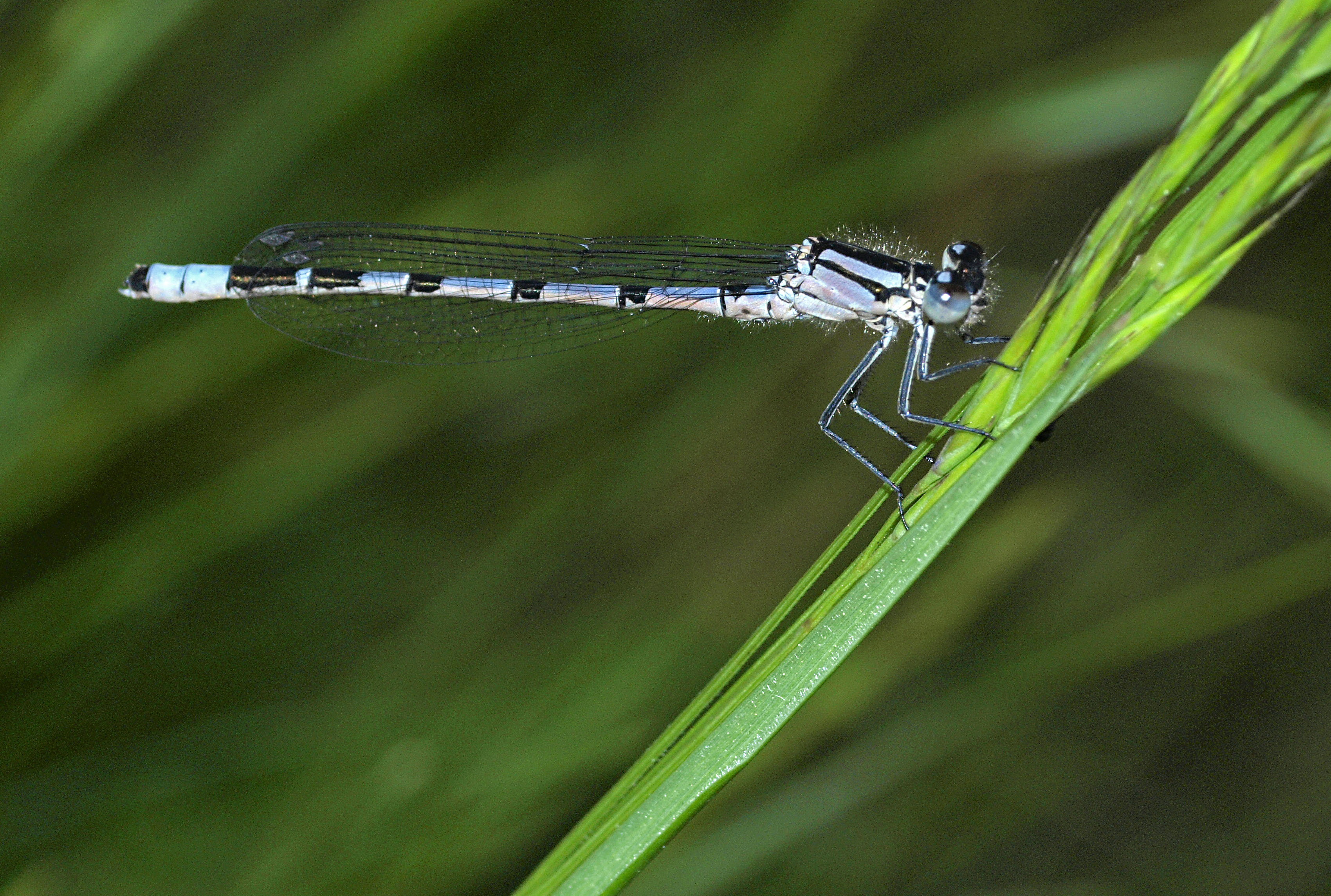
Agrion porte-coupe.
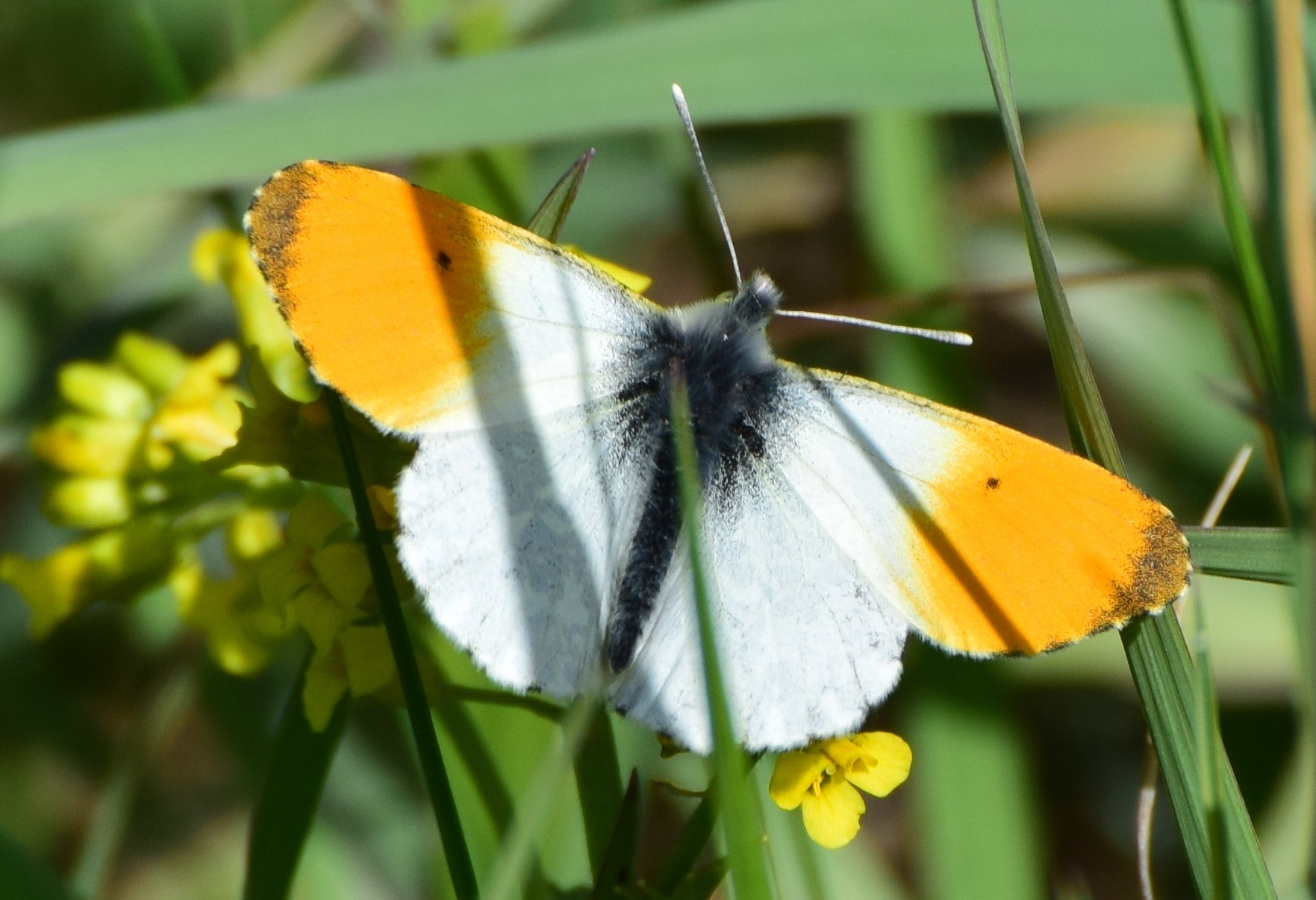
Aurore.
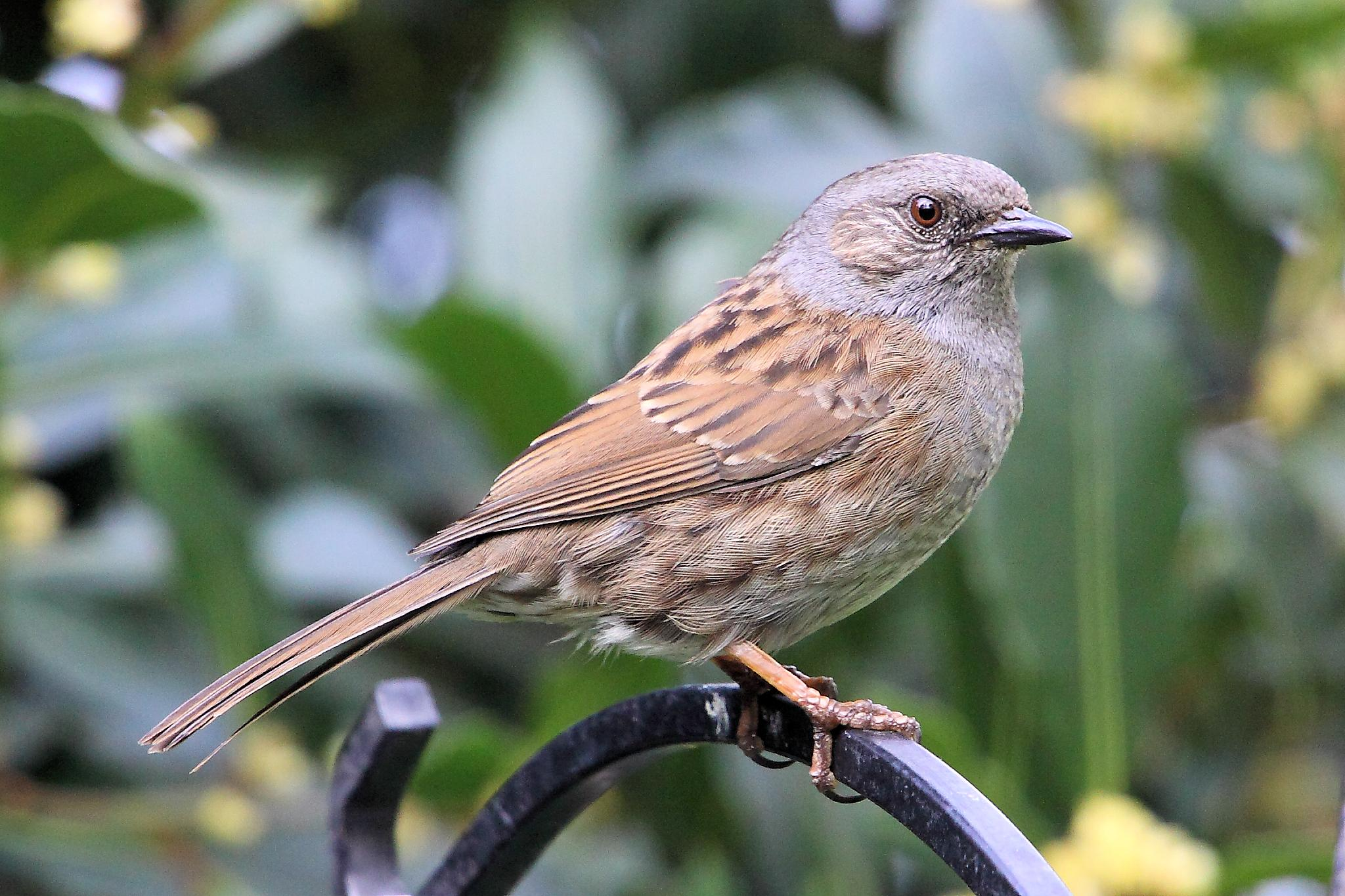
Accenteur mouchet.
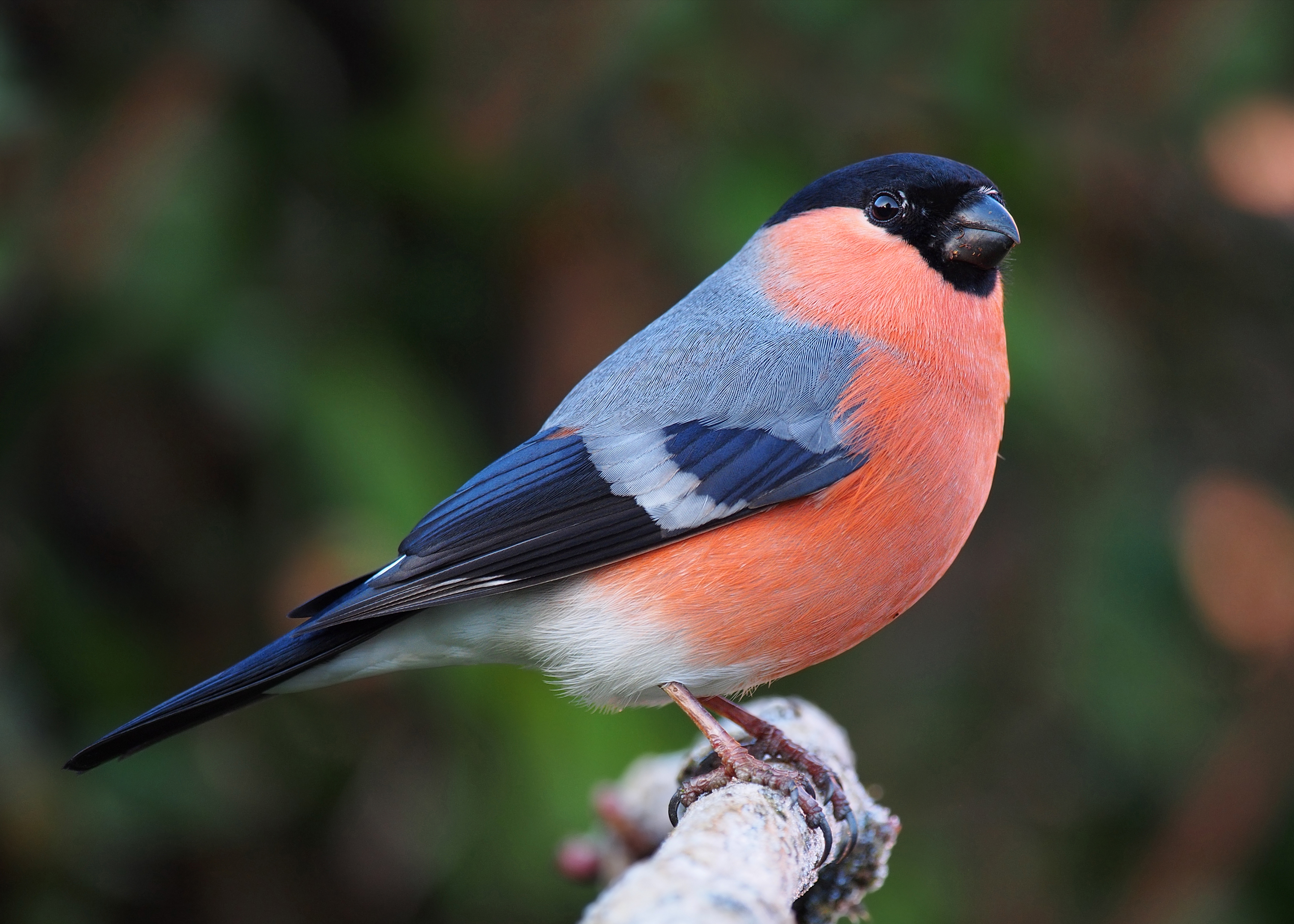
Bouvreuil pivoine mâle.

### Protection de la faune
- Trois espèces d'oiseaux de la ZNIEFF sont protégées au titre de la directive Oiseaux de l'Union européenne[1] : le Milan noir, le Milan royal et l’Œdicnème criard ; elles sont donc protégées sur l'ensemble du territoire français[3], de même que 36 autres espèces : l'Accenteur mouchet, la Bergeronnette grise, la Bergeronnette printanière, le Bouvreuil pivoine, le Bruant des roseaux, le Bruant jaune, la Buse variable, le Chardonneret élégant, le Chevalier guignette, le Coucou gris, le Faucon crécerelle, la Fauvette à tête noire, la Fauvette des jardins, la Fauvette grisette, le Grèbe castagneux, le Grèbe huppé, le Grimpereau des jardins, le Héron cendré, l'Hirondelle de rivage, l'Hirondelle rustique, la Linotte mélodieuse, la Mésange charbonnière, le Moineau domestique, le Petit Gravelot, le Pic vert, le Pinson des arbres, le Pipit des arbres, le Pipit farlouse, le Pouillot fitis, le Pouillot véloce, le Rossignol philomèle, le Rouge-gorge familier, la Rousserolle effarvatte, la Sittelle torchepot, le Troglodyte mignon et le Verdier d'Europe.

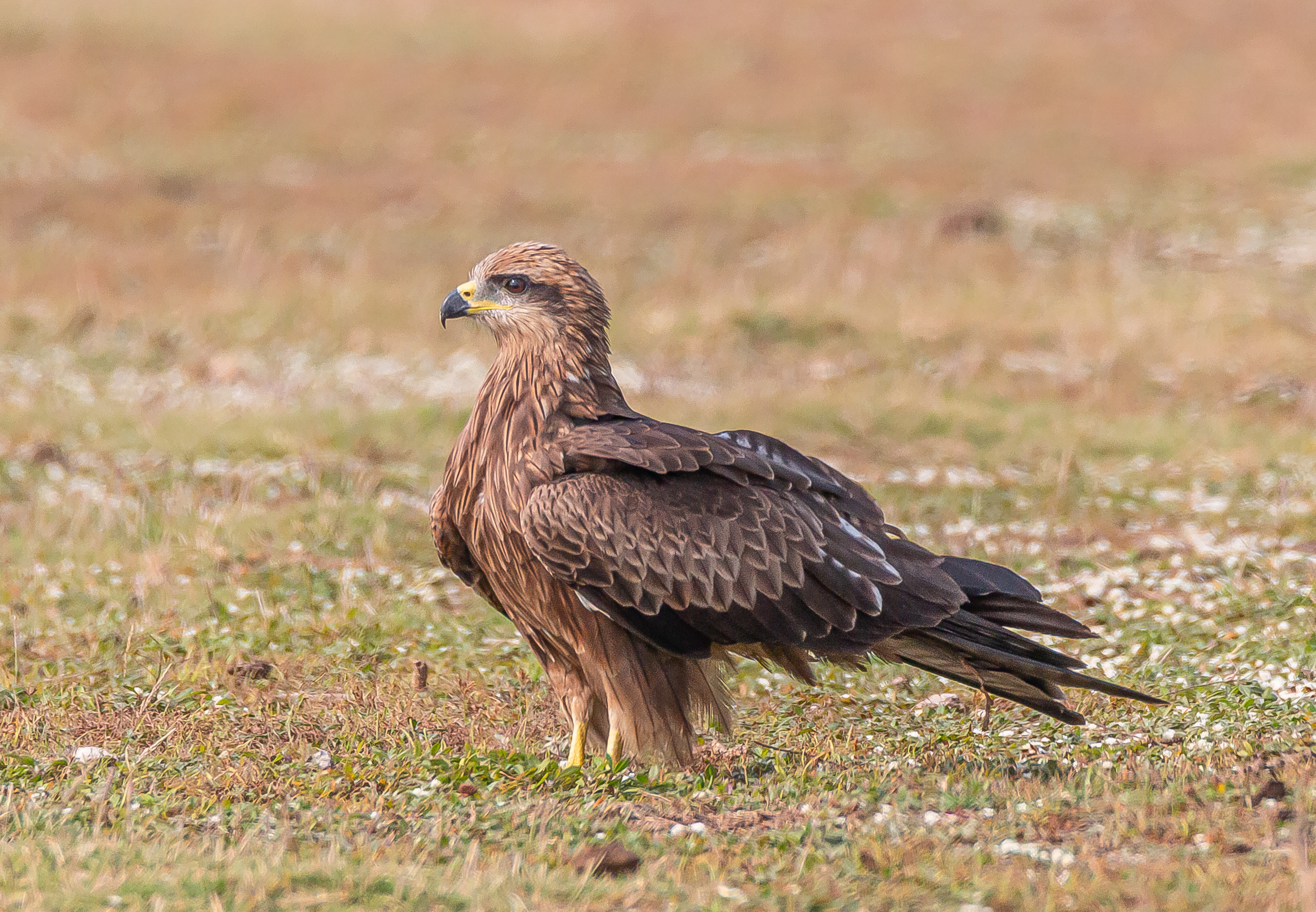
Milan noir.
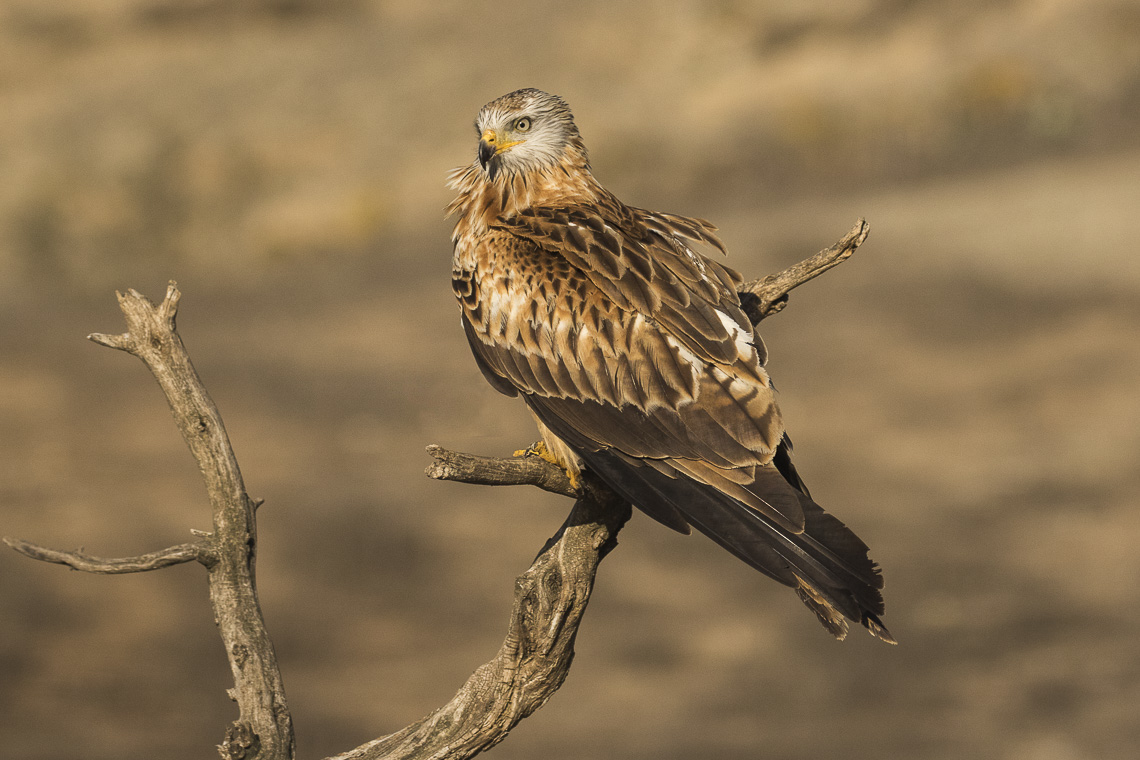
Milan royal.
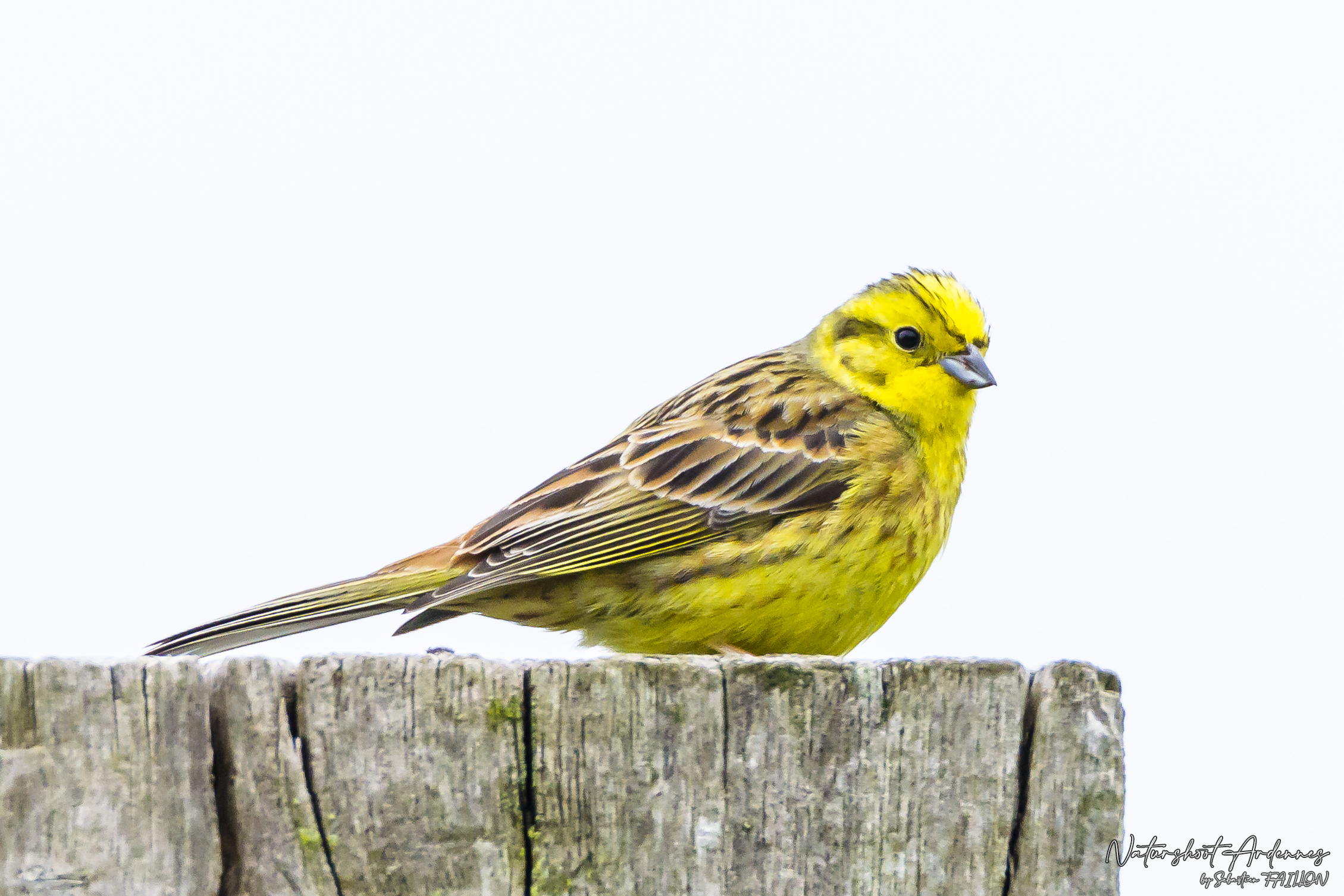
Bruant jaune.
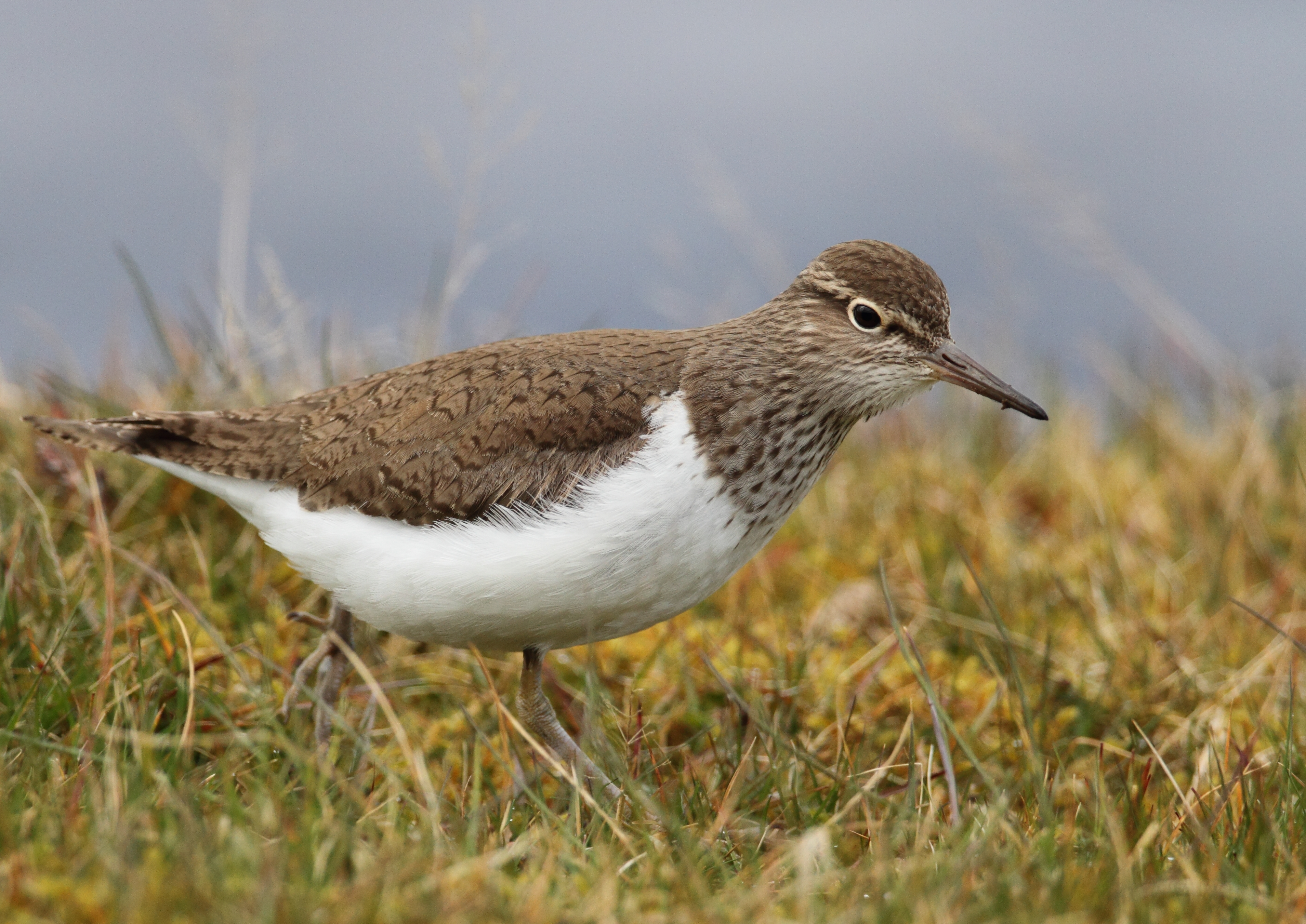
Chevalier guignette.
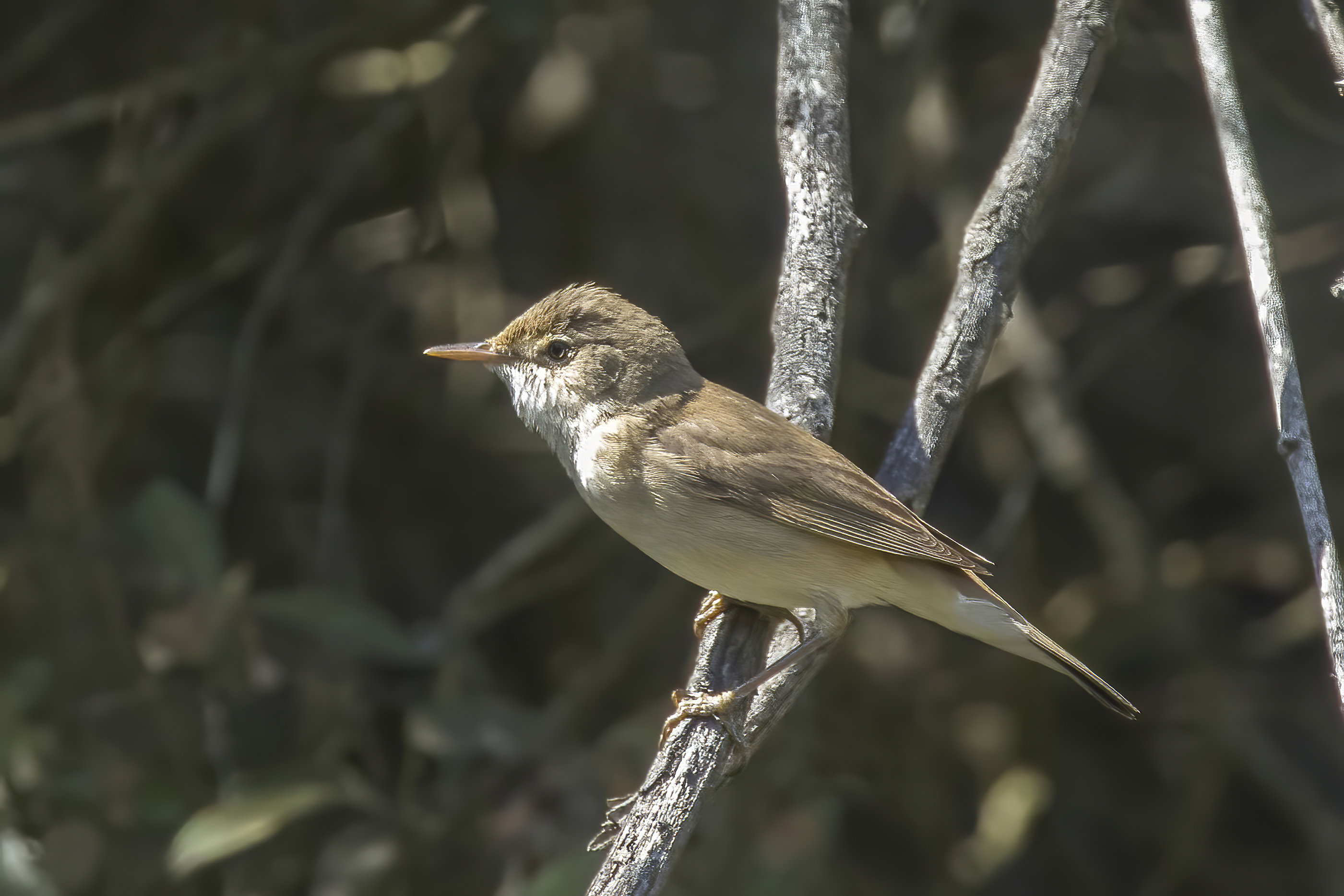
Rousserolle effarvatte.

## Flore

### Espèces végétales déterminantes
Sept espèces déterminantes végétales ont été répertoriées dans la ZNIEFF , uniquement des phanérogames, en 1994, 1999 et 2011: le Dactylorhize de mai (Dactylorhiza majalis), l'Œnanthe aquatique (Oenanthe aquatica), l'Orchis à fleurs lâches (Anacamptis laxiflora), l'Orchis des marais (Anacamptis palustris), ), l'Orchis x alata (Anacamptis x alata), la Potentille des marais (Comarum palustre) et la Renoncule scélérate (Ranunculus sceleratus).

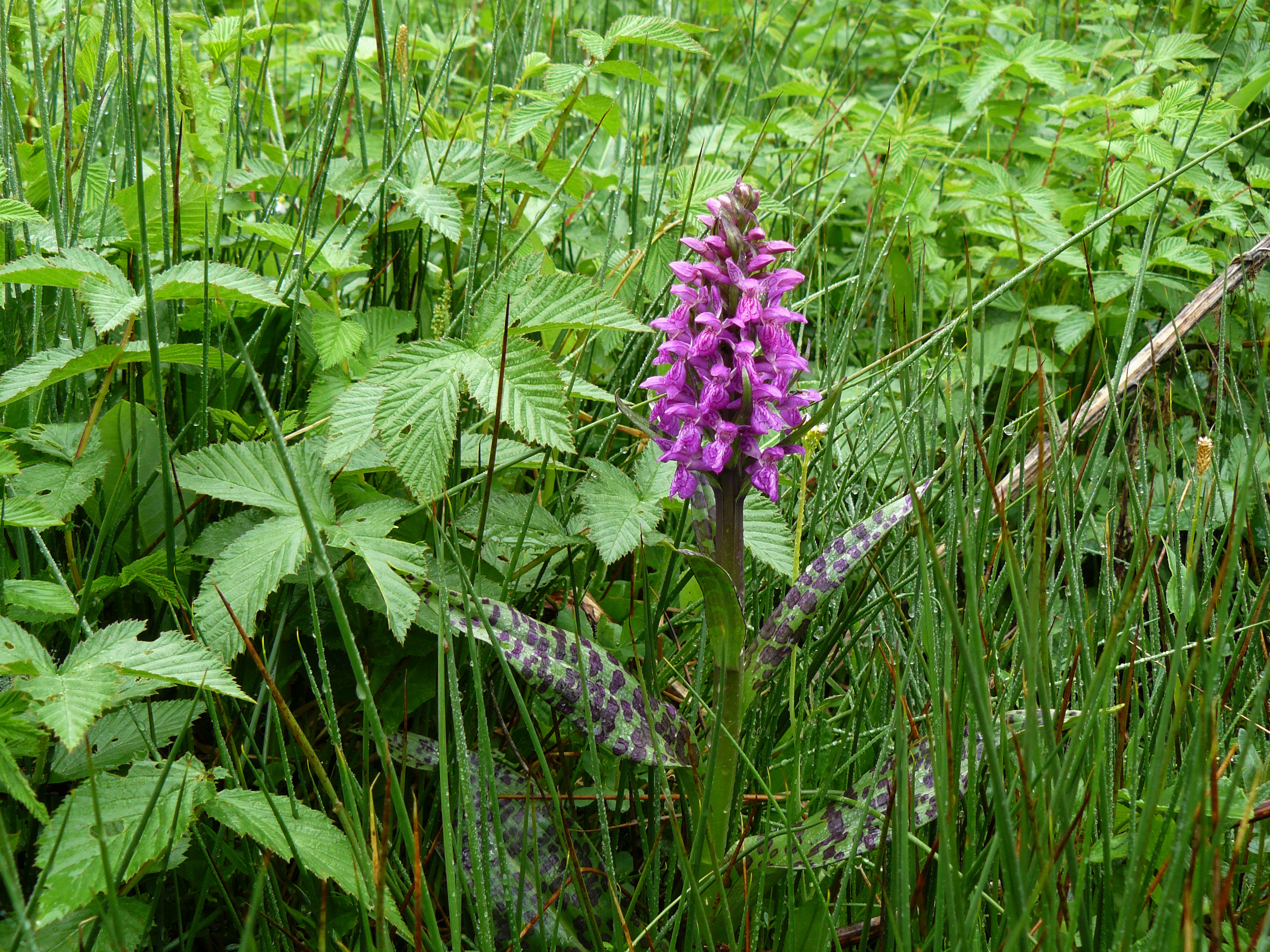
Dactylorhize de mai.
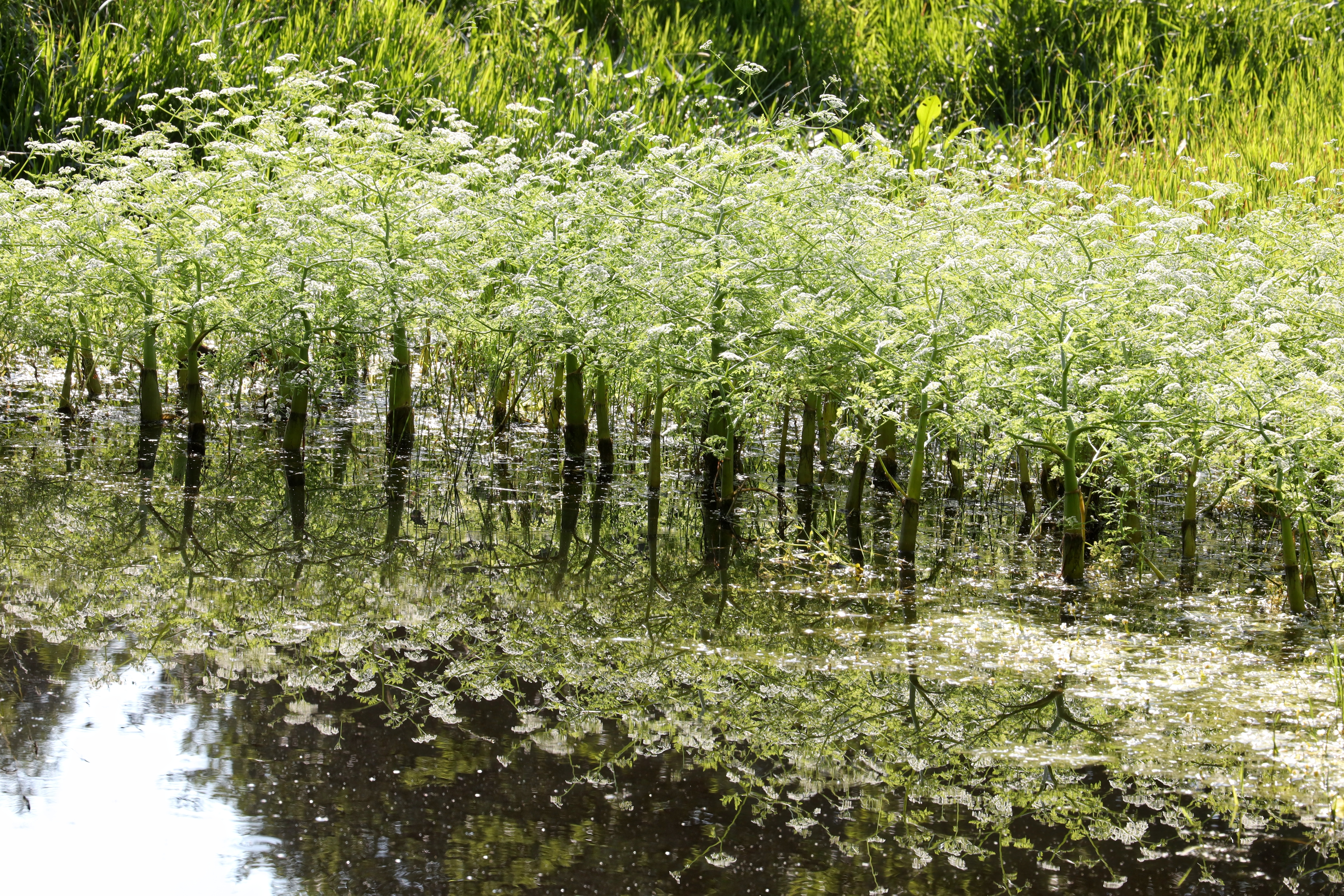
Œnanthes aquatiques.
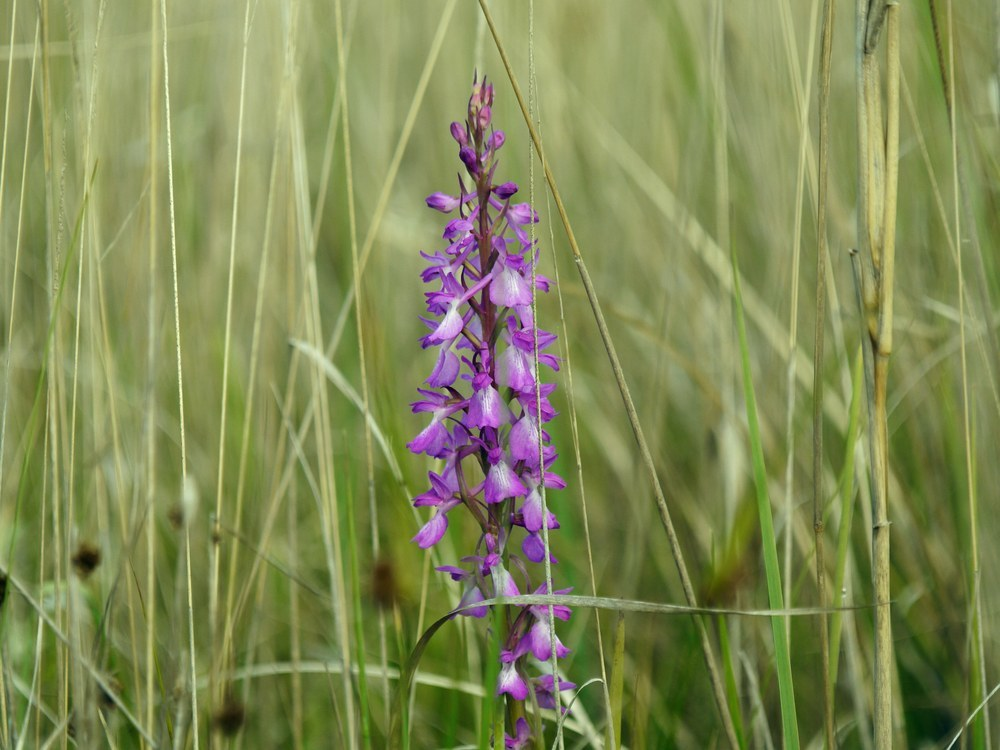
Orchis des marais.
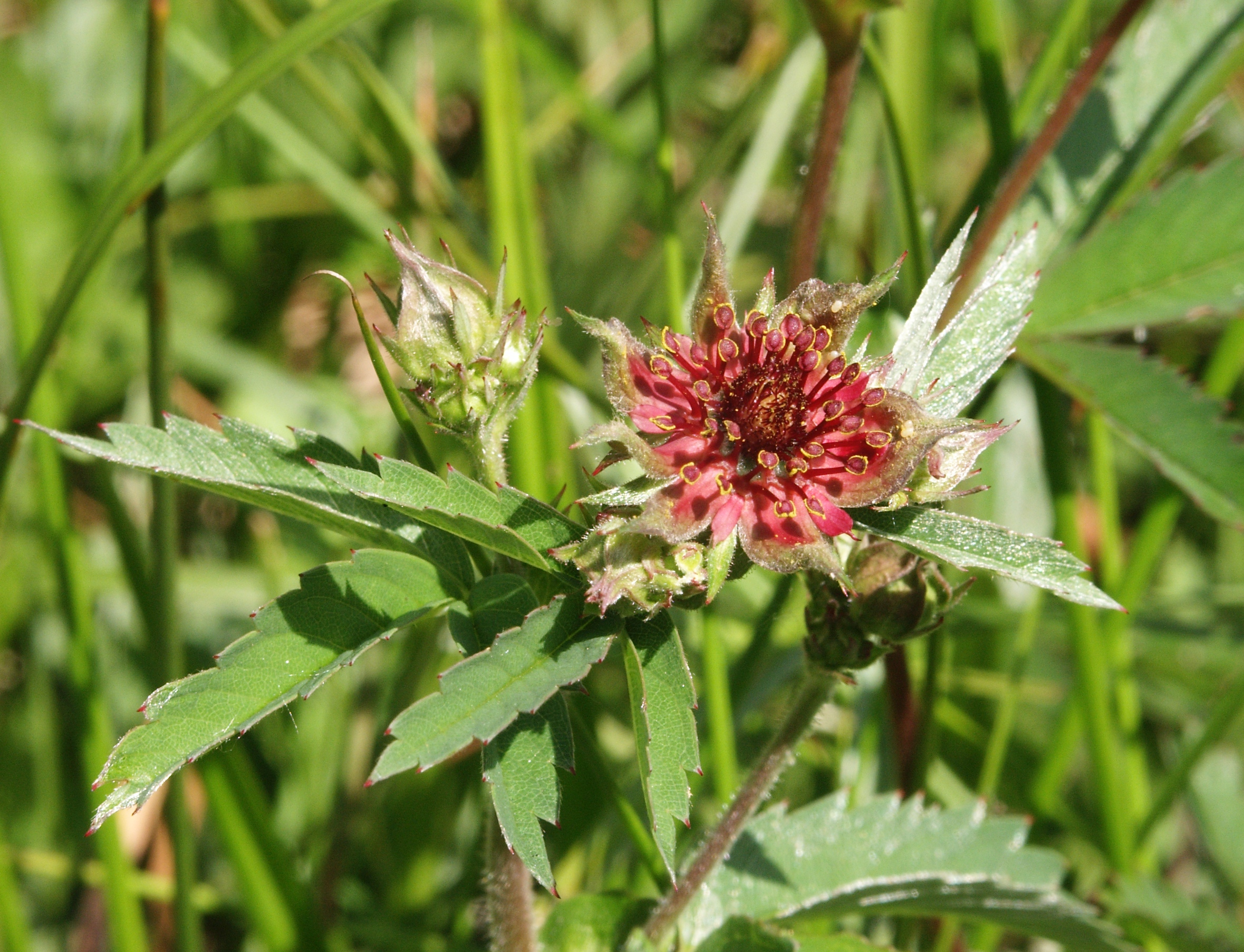
Potentille des marais.
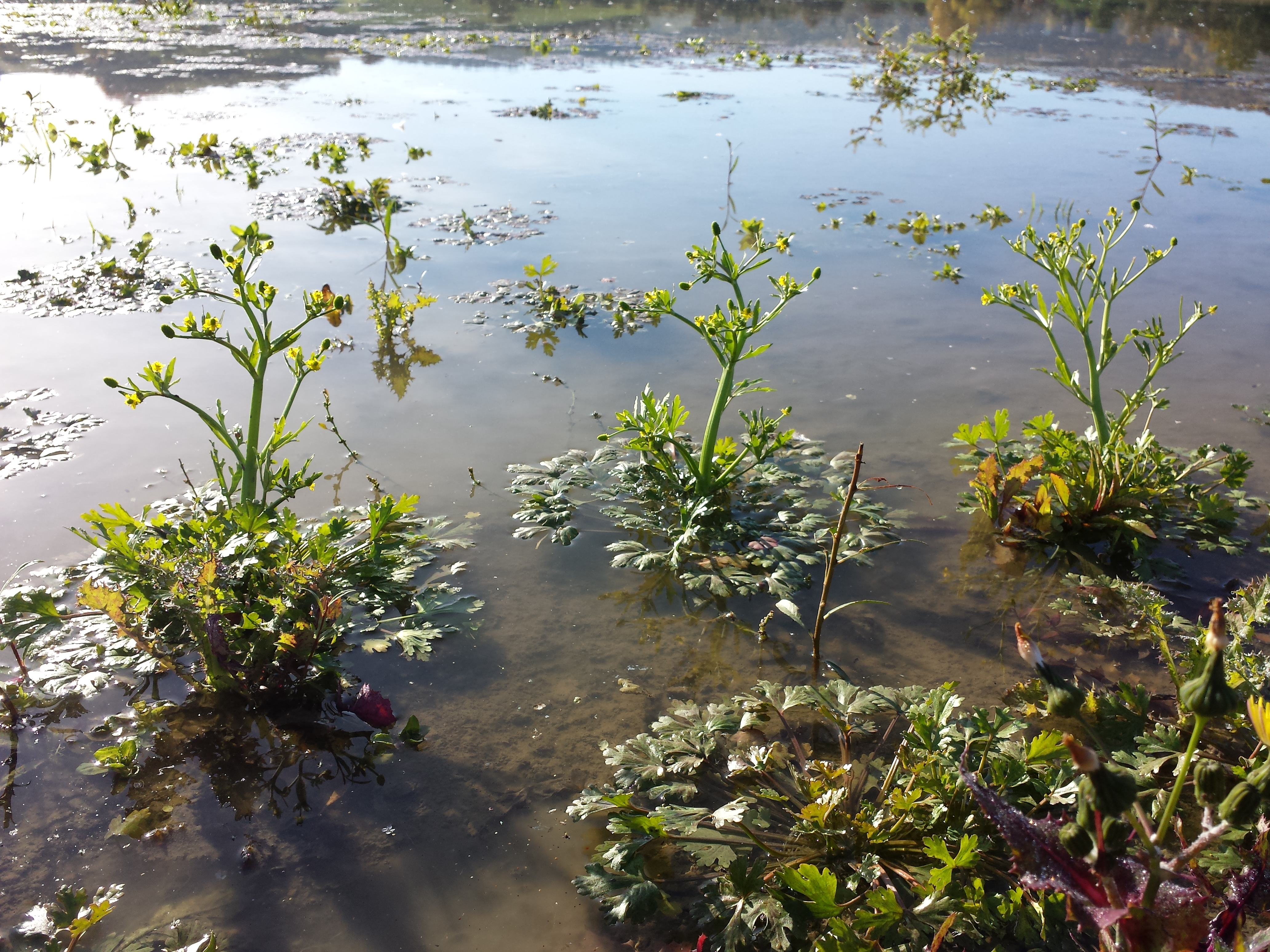
Renoncules scélérates.

### Autres espèces végétales
Outre les espèces déterminantes déjà mentionnées, une espèce de ptéridophytes, la Prêle des eaux (Equisetum fluviatile) ainsi que vingt-neuf autres espèces de phanérogames ont été recensées dans la ZNIEFF : l'Aulne glutineux (Alnus glutinosa), la Baldingère faux-roseau (Phalaris arundinacea), le Bouleau verruqueux (Betula pendula), le Cirse des marais (Cirsium palustre), la Douce-amère (Solanum dulcamara), le Grand Plantain (Plantago major), l'Iris faux acore (Iris pseudacorus), le Jonc bulbeux (Juncus bulbosus), le Jonc des crapauds (Juncus bufonius), le Lotier corniculé (Lotus corniculatus), le Lycope d'Europe (Lycopus europaeus), la Lysimaque commune (Lysimachia vulgaris), la Marguerite commune (Leucanthemum vulgare), la Massette à larges feuilles (Typha latifolia), la Menthe des champs (Mentha arvensis), le Millepertuis des marais (Hypericum elodes), le Nénuphar jaune (Nuphar lutea), la Petite lentille d’eau (Lemna minor), le Plantain d'eau commun (Alisma plantago-aquatica), la Renoncule flammette (Ranunculus flammula), la Renoncule rampante (Ranunculus repens), la Renouée des oiseaux (Polygonum aviculare), la Renouée poivre d'eau (Persicaria hydropiper), le Rubanier émergé (Sparganium emersum), la Salicaire commune (Lythrum salicaria), la Salicaire pourpier (Lythrum portula), le Saule roux (Salix atrocinerea), la Scrofulaire noueuse (Scrophularia nodosa) et la Scutellaire à casque (Scutellaria galericulata).

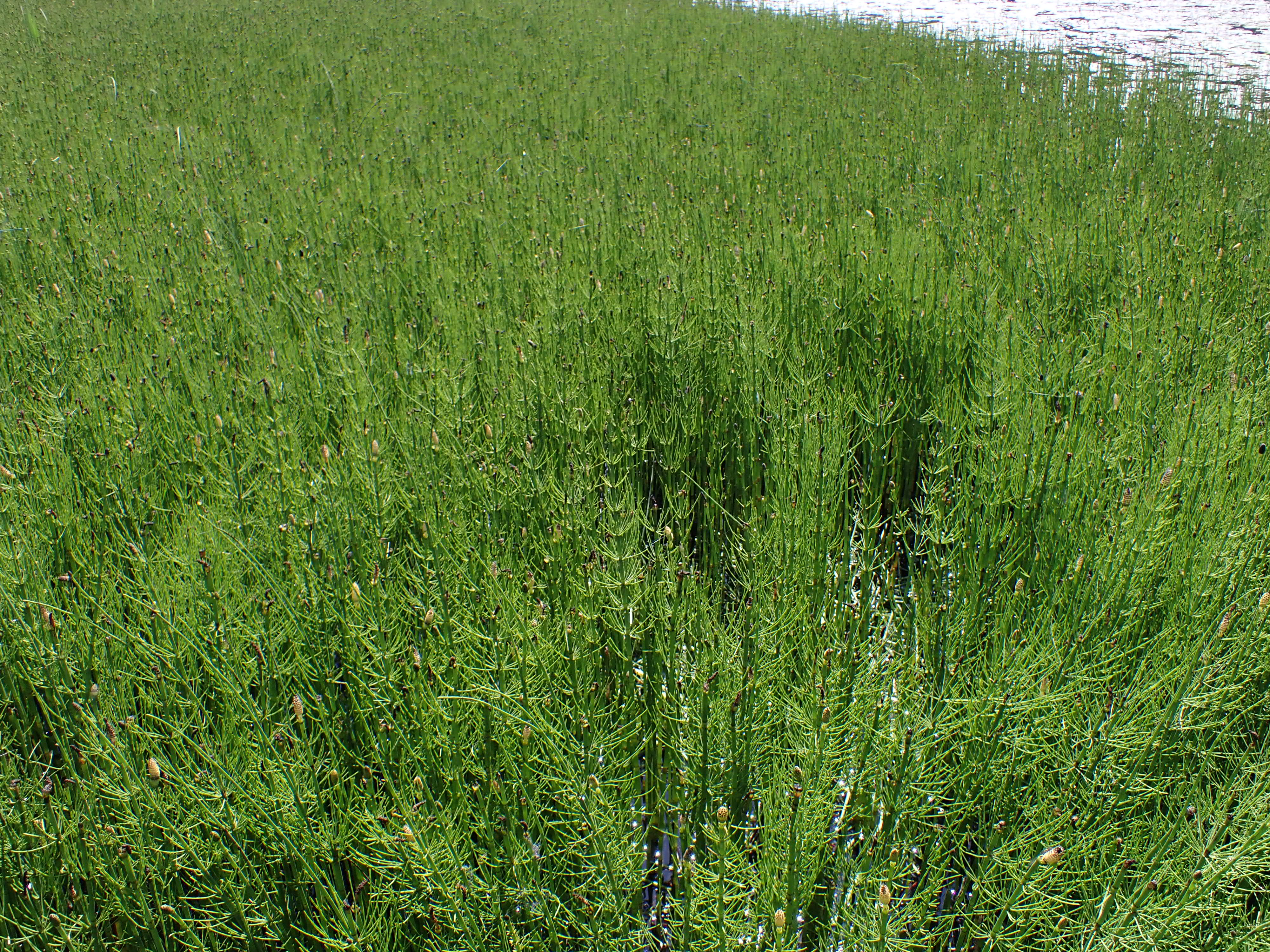
Prêles des eaux.
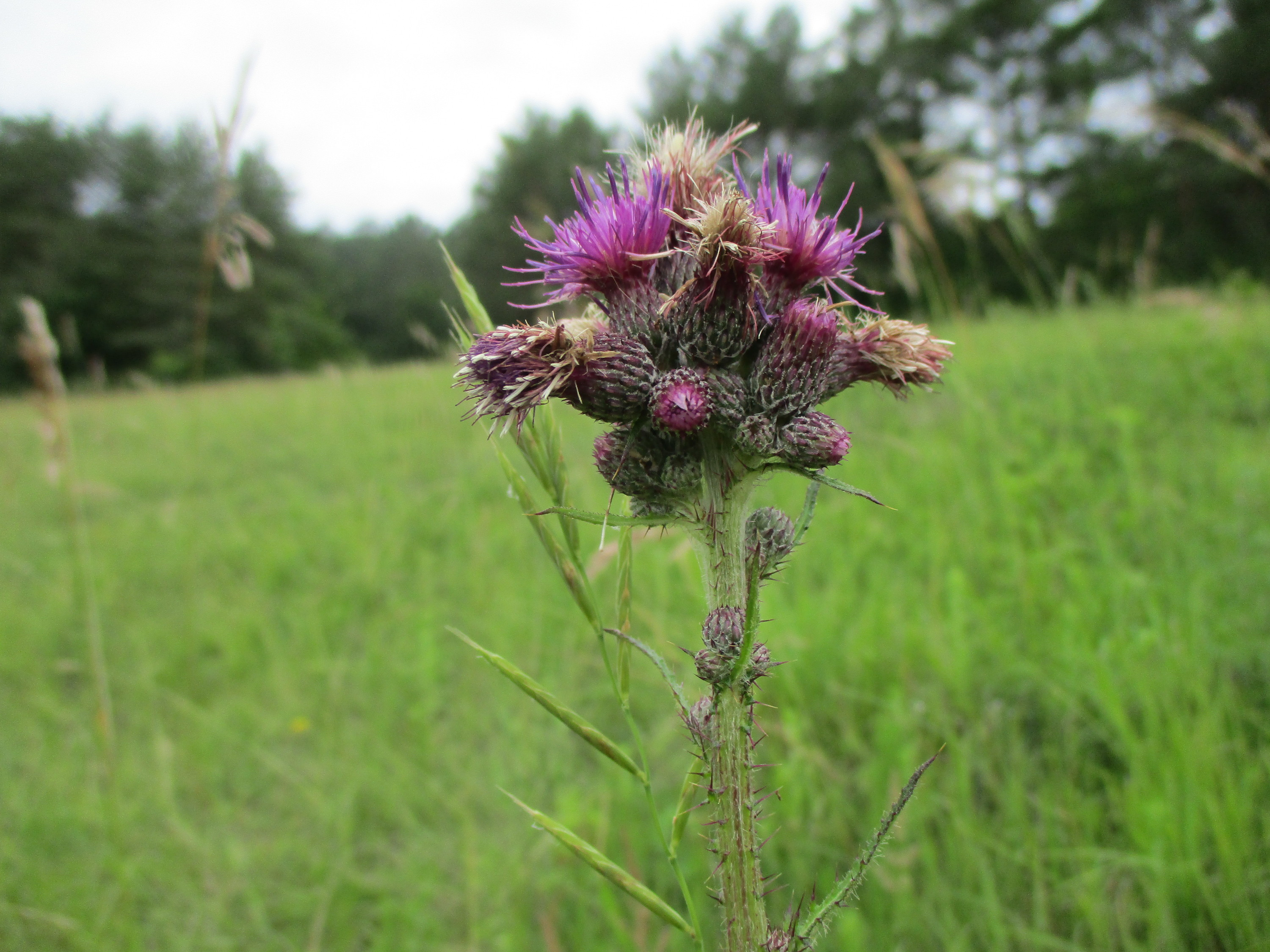
Fleurs de Cirse des marais.
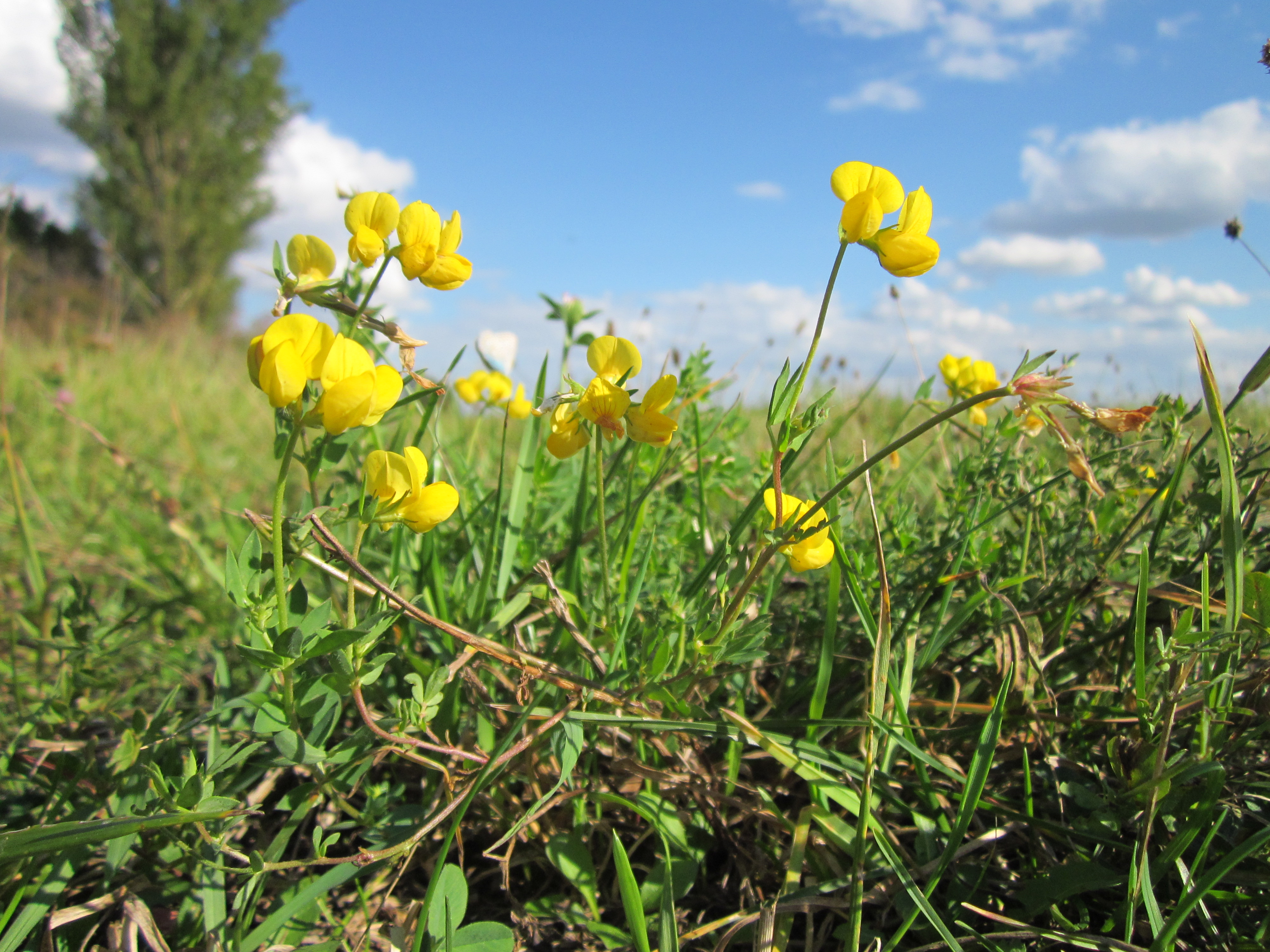
Fleurs de Lotier corniculé.
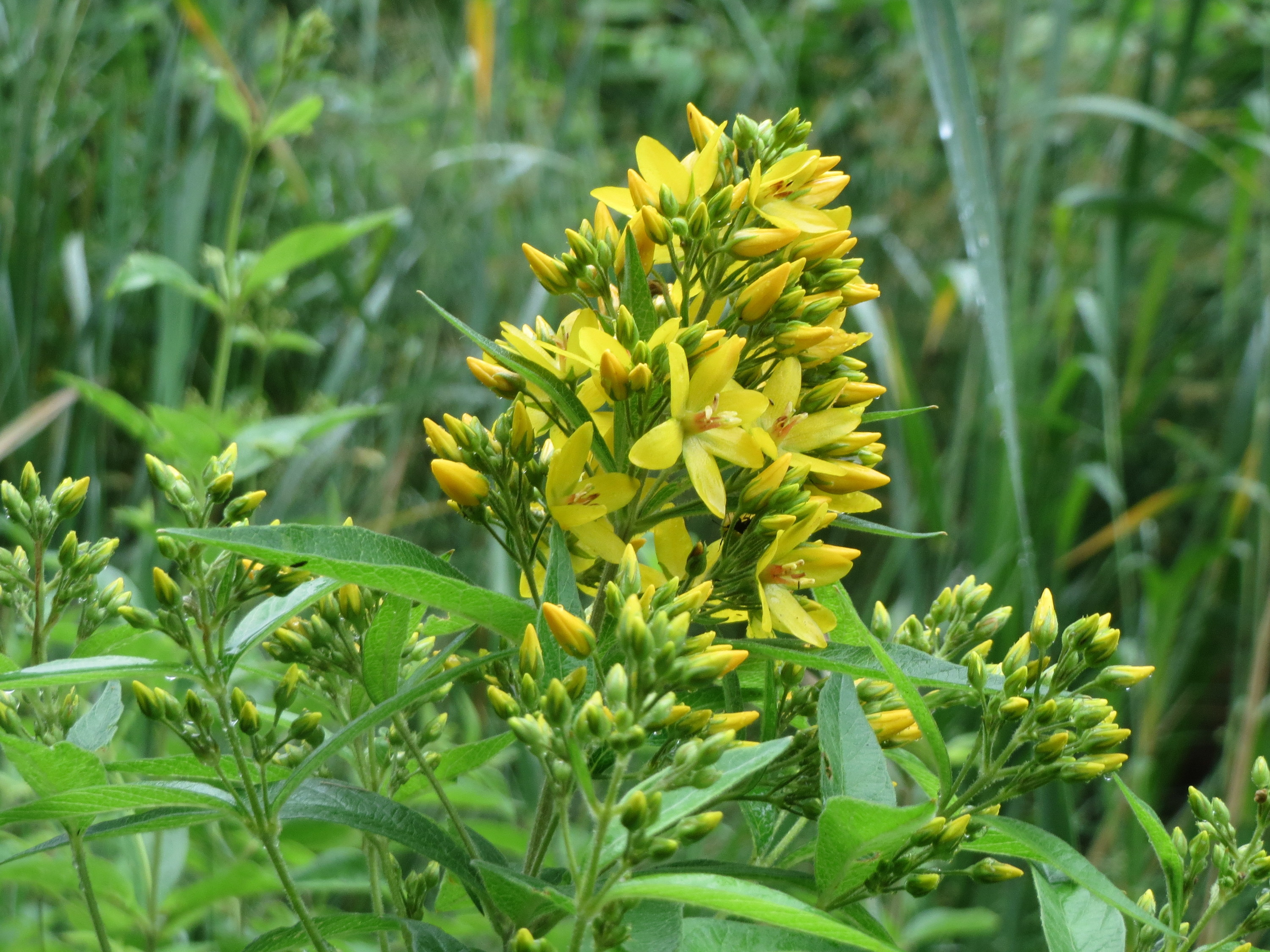
Lysimaque commune.
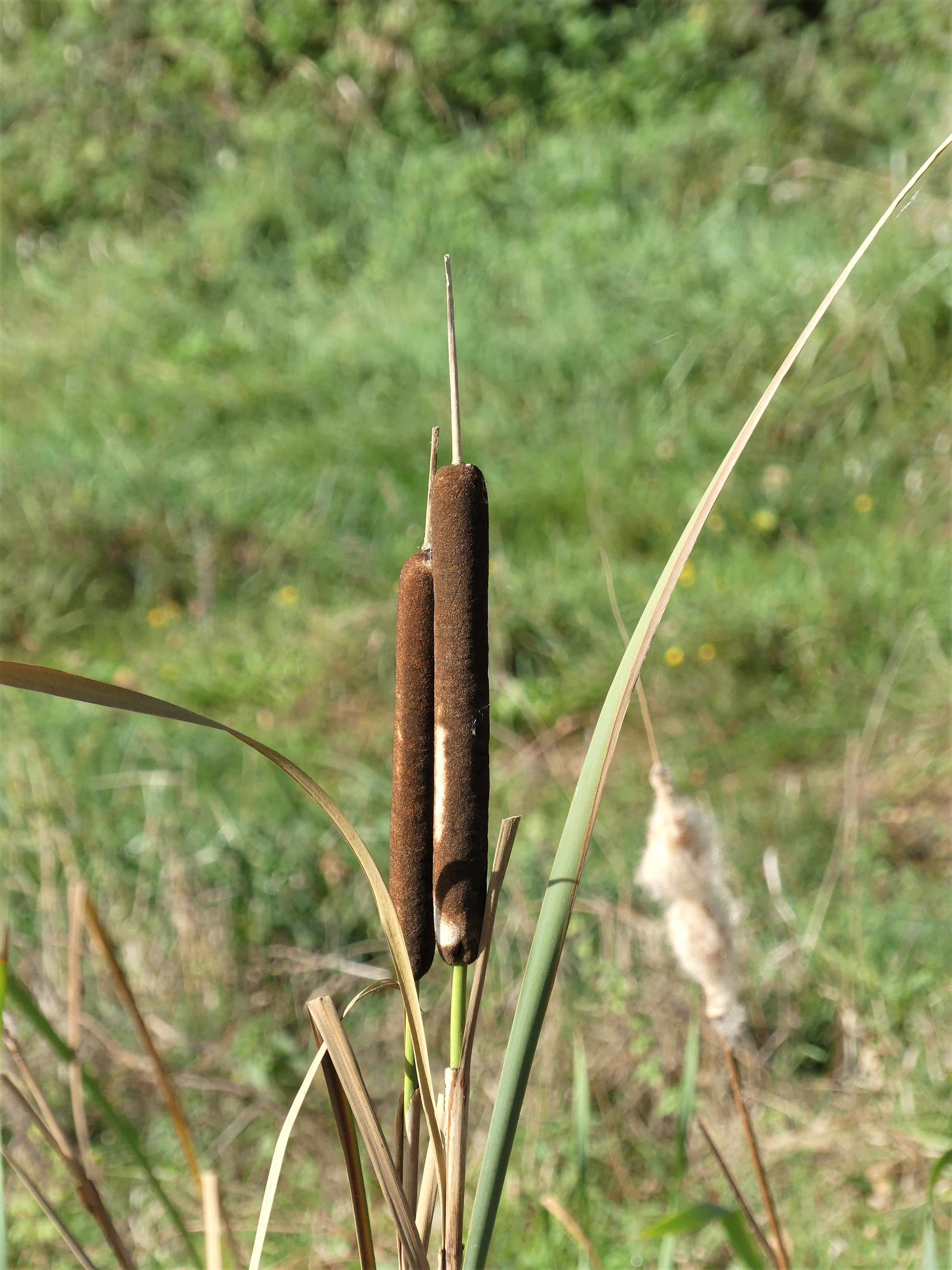
Massettse à larges feuilles[Note 1].
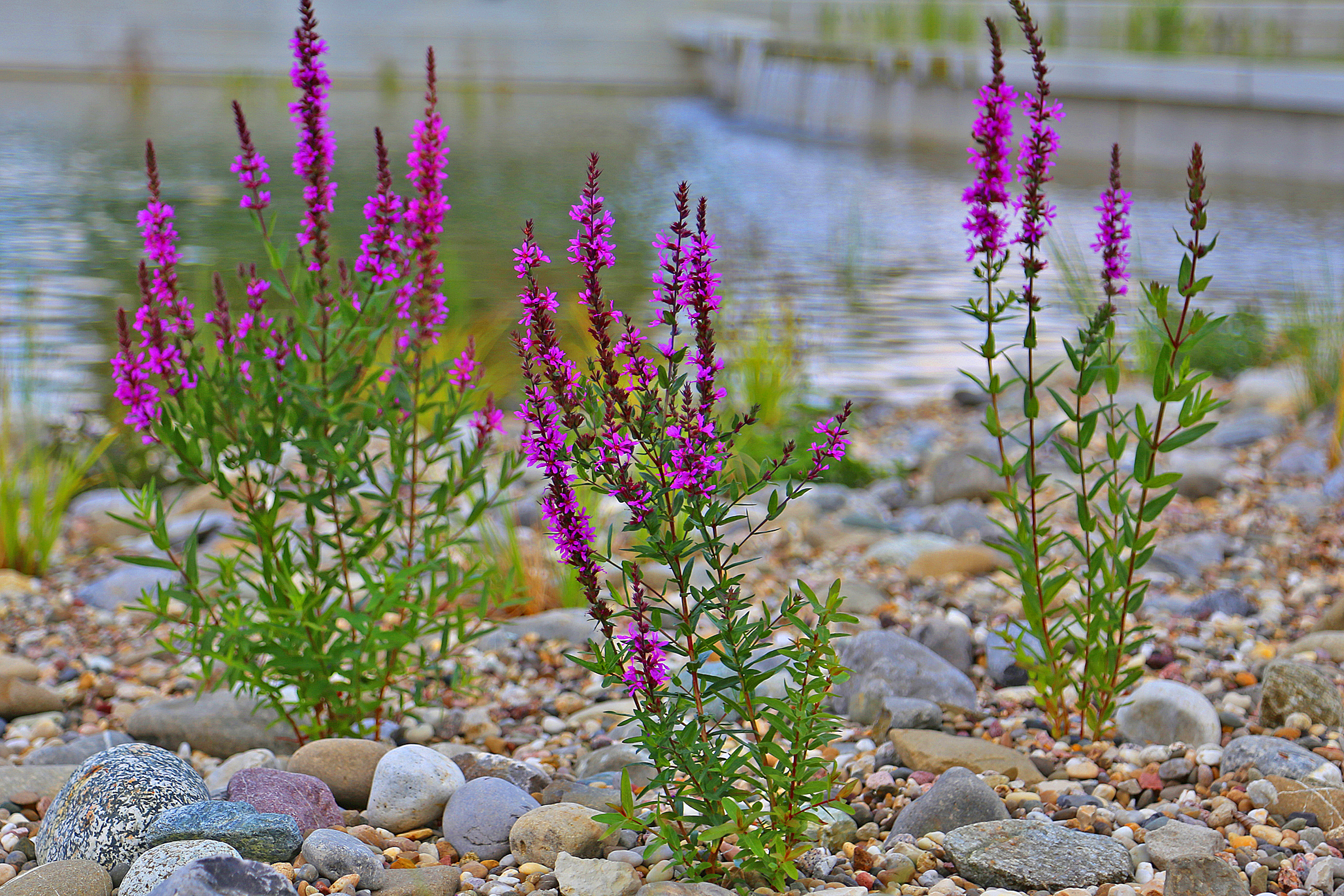
Salicaires communes.